# Saint Anselm College
Saint Anselm College é uma faculdade beneditina de artes liberais em Goffstown, Nova Hampshire. Fundada em 1889, é a terceira faculdade católica mais antiga da Nova Inglaterra. Com o nome de Santo Anselmo da Cantuária (Arcebispo da Cantuária de 1093 a 1109), o colégio continua a ter uma abadia beneditina independente e em pleno funcionamento ligada a ele, a Abadia de Santo Anselmo. A partir de 2017, sua matrícula foi de aproximadamente dois mil estudantes.

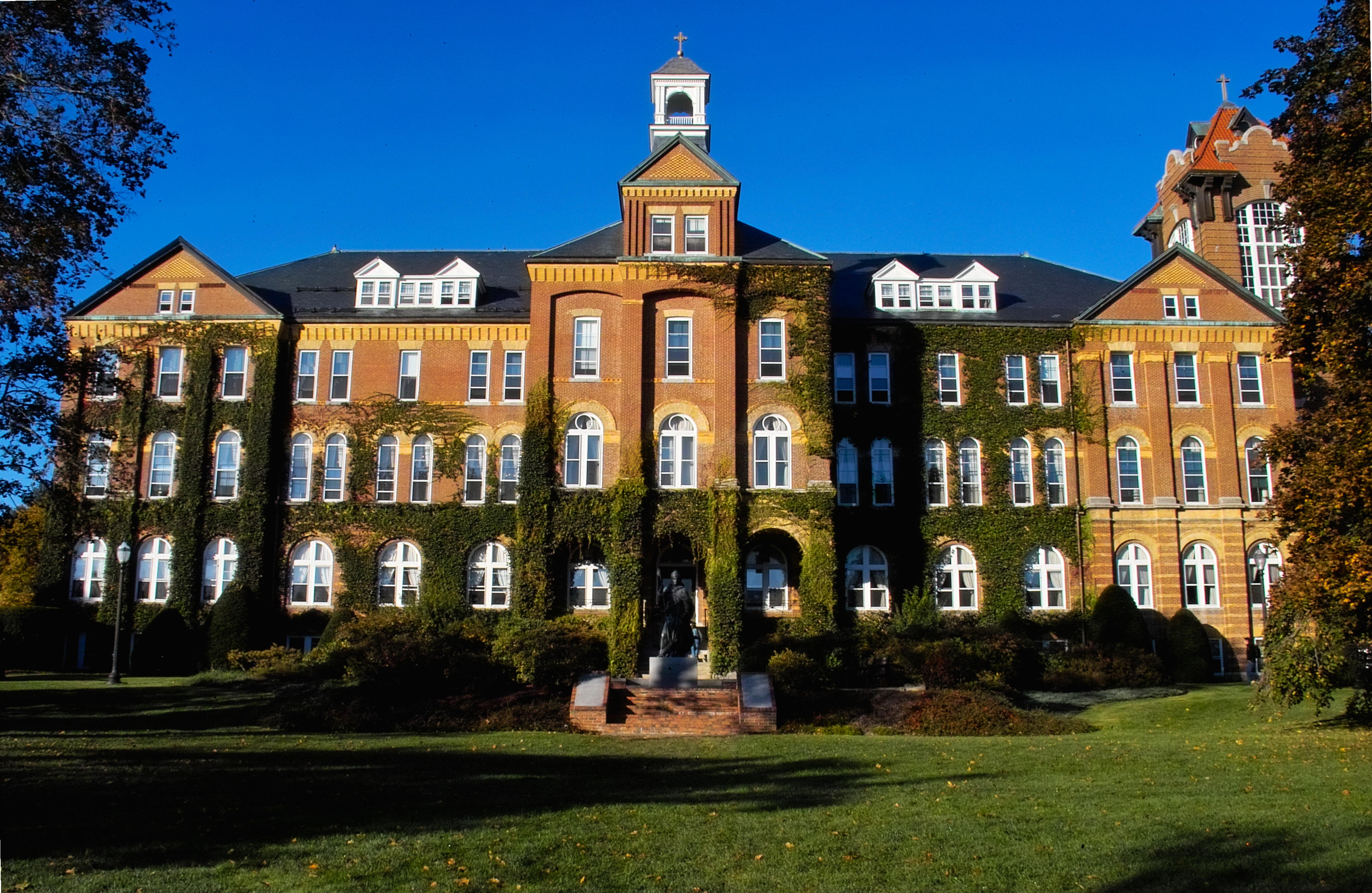
Alumni Hall foi construído em 1892 e é conhecido como o centro do campus.

De acordo com a faculdade, o corpo discente é selecionado não apenas por suas habilidades acadêmicas, mas também por seu caráter pessoal. O currículo acadêmico da faculdade requer vários cursos de filosofia e teologia, bem como o programa "Conversatio".
Desde a década de 1950, o colégio tem desempenhado um papel importante nas primárias de "primeiro lugar na nação" de Nova Hampshire e serviu como palco nacional para muitos futuros presidentes, candidatos e apoiadores. Os presidentes John F. Kennedy e Richard Nixon proferiram, cada um deles, importantes discursos políticos. O colégio também foi sede de vários debates presidenciais nacionais que atraíram grande atenção da mídia.

## História

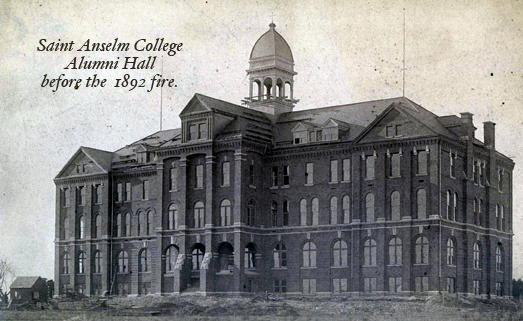
Alumni Hall em 1892, antes do incêndio

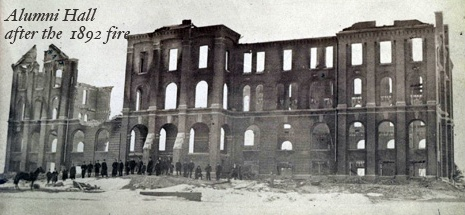
Alumni Hall após o incêndio de 1892

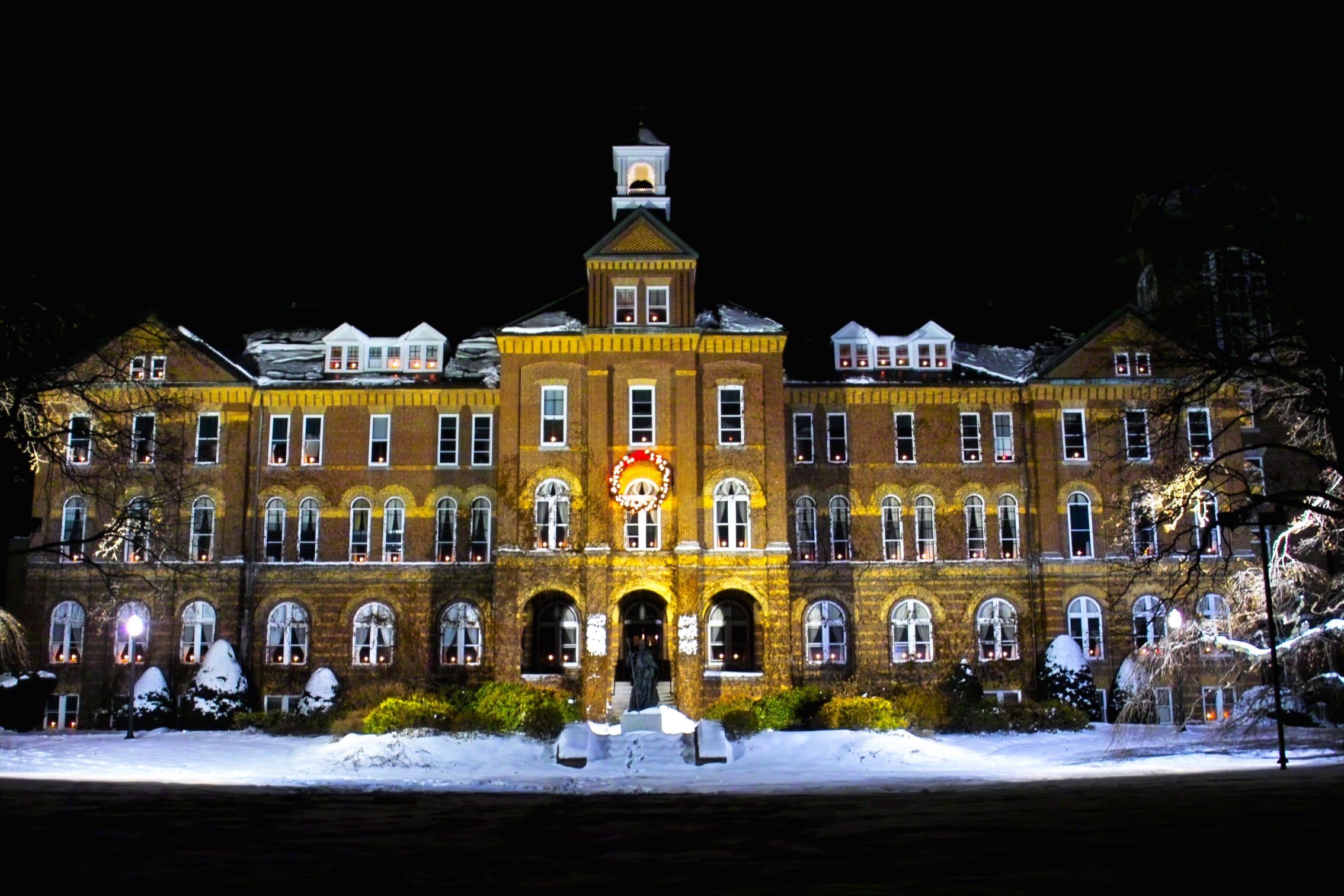
Alumni Hall - atualmente

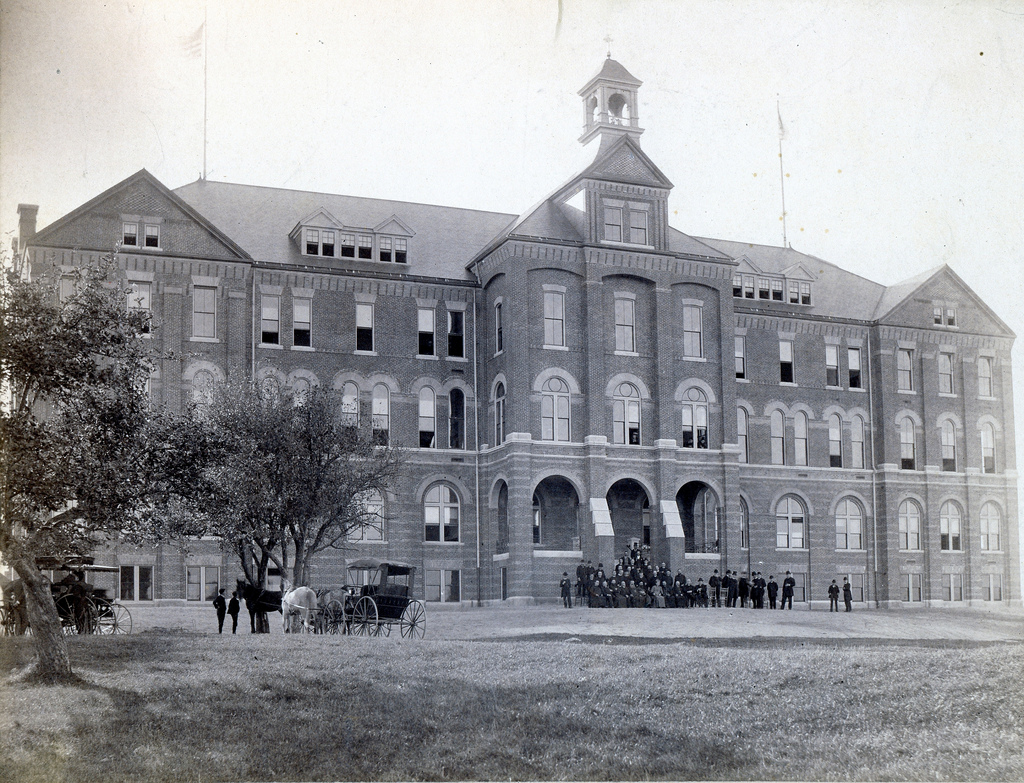
Dedicação da faculdade em 11 de outubro de 1893

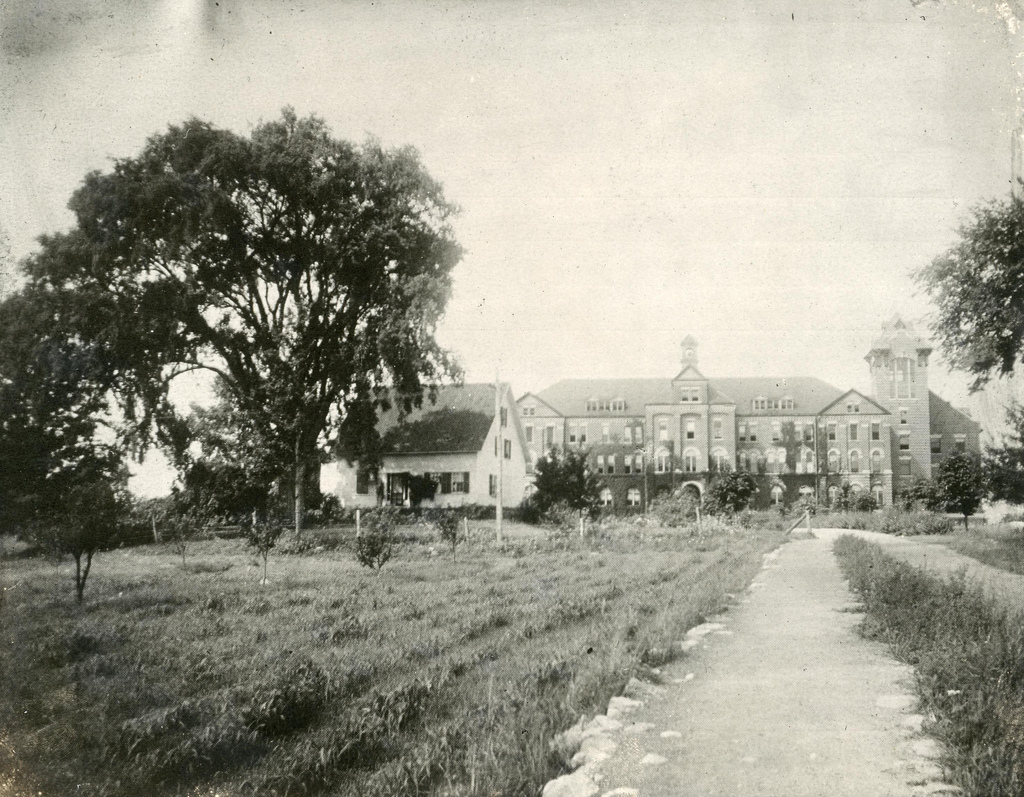
A Casa Eaton e os jardins de Santo Anselmo, por volta de 1920

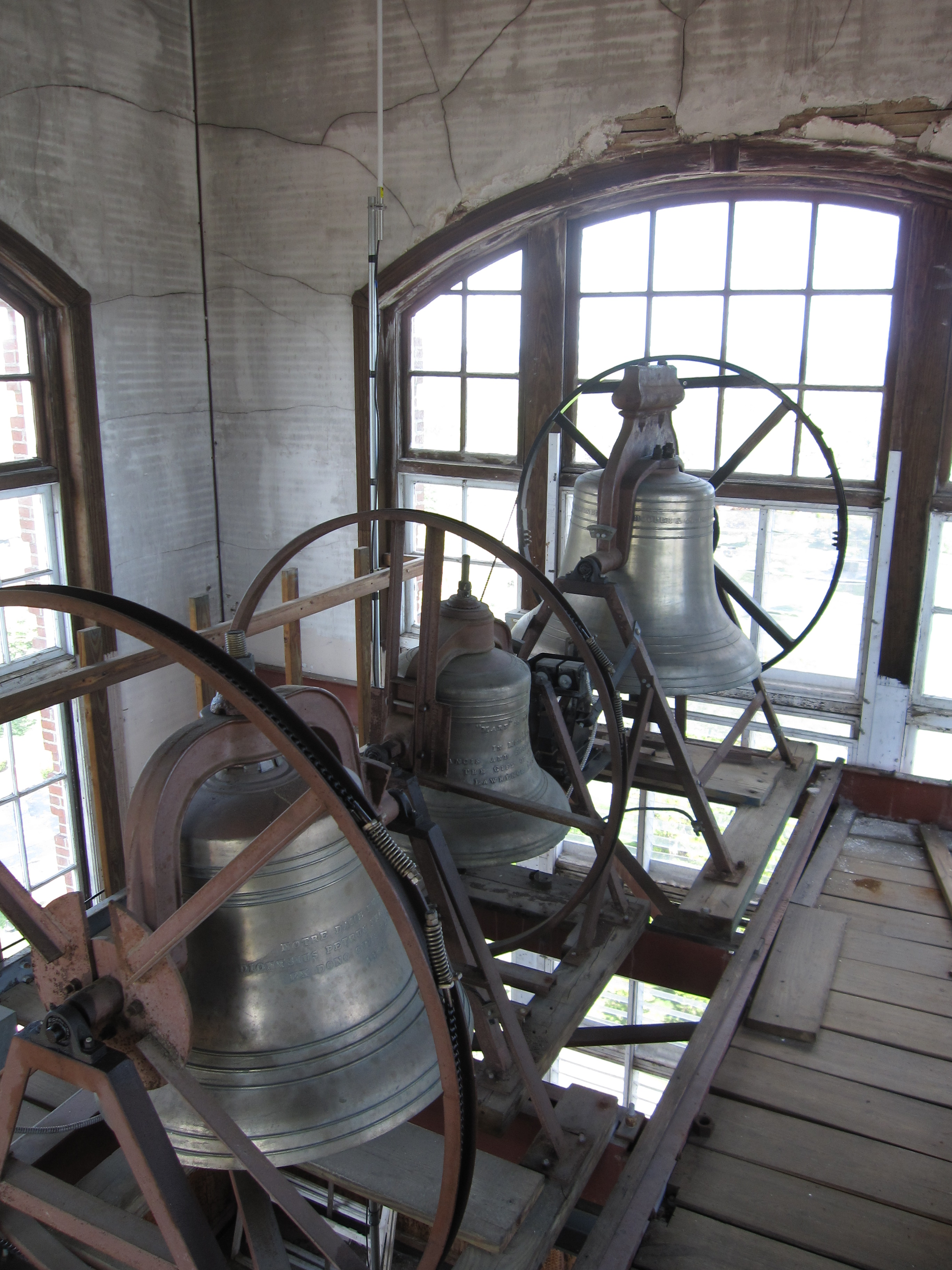
A torre do sino do Alumni Hall construído em 1912

O primeiro bispo de Manchester, Denis Mary Bradley, convidou os monges beneditinos da Abadia de Santa Maria em Newark, Nova Jérsia, para formar uma faculdade e escola preparatória em sua diocese. Os monges que vieram de Manchester para Santa Maria eram principalmente descendentes de alemães. Isso se deve ao fato de que Manchester estava densamente povoada de trabalhadores de fábricas de imigrantes franceses canadenses e irlandeses, e Bradley não conseguiu encontrar uma comunidade religiosa adequada que não provocasse tensões étnicas. Os monges alemães aceitaram e fundaram o terceiro colégio católico na Nova Inglaterra. Em 1 de agosto de 1889, a Assembleia de Nova Hampshire aprovou a incorporação da Ordem de São Benedito de Nova Hampshire “para fins religiosos e caritativos, para a educação dos jovens, para o estabelecimento de igrejas e a prestação de serviços” de Saint Anselm College. Um currículo de seis anos em filosofia e teologia foi desenvolvido. Em 1892, quando o Alumni Hall se aproximava da conclusão, um incêndio destruiu a faculdade em uma noite fria de inverno em fevereiro. Provavelmente, o incêndio foi causado por uma brasa do portão do aquecedor, já que não estava devidamente fechado. Felizmente, ninguém ficou seriamente ferido devido ao incêndio. Os monges foram forçados a reconstruir o colégio, gastando consideravelmente menos dinheiro na construção, pois receberam apenas 55 mil dólares do comissário de seguros do estado de Nova Hampshire. Para economizar dinheiro, muitos tijolos da estrutura anterior foram reutilizados e pedaços de granito foram cortados de grandes rochas de granito ainda visíveis na quadra atual. Em 1893, o atual edifício que permanece como o centro do campus foi concluído; o fogo atrasou o primeiro semestre acadêmico em um ano. Os monges reconstruíram o colégio e, em 11 de outubro de 1893, o colégio foi reinaugurado oficialmente. Dois anos depois, em 1895, a legislatura de Nova Hampshire concedeu ao Saint Anselm College o direito de conceder diplomas acadêmicos padronizados a seus graduados. Em 1912, a torre do sino e a hera foram adicionados ao edifício; em 1923, a segunda capela da faculdade (a primeira localizada no segundo andar do atual escritório de negócios) foi construída como uma ala de conexão. A segunda capela serve hoje como o Centro de Artes da Capela de Alva deMars Megan.
O escudo da abadia foi projetado por Pierre de Chaignon la Rose da Universidade Harvard. Incorpora o brasão pessoal de Anselmo da Cantuária e o primeiro selo do estado de Nova Hampshire. Em 1927, por um voto monástico, ele foi incorporado como o escudo oficial da Abadia de Santo Anselmo e do colégio. As gotas em cada quadrante representam as três gotas de sangue no brasão de Anselmo, e o feixe de cinco flechas é retirado do primeiro escudo do estado de Nova Hampshire, representando os cinco condados originais do estado. Por isso, o Escudo da Abadia foi interpretado como Santo Anselmo de Nova Hampshire.
Um dos objetivos do início da faculdade era ser uma instituição auto-suficiente. A faculdade tinha uma fazenda com mais de cem acres (0,4 km²), com galinhas, porcos e vacas. A fazenda também incluía uma horta completa que se estendia do gramado do Alumni Hall até o atual estacionamento localizado entre o Joana d'Arc Hall e o Davison Hall. Devido ao trabalho duro dos monges e vários membros leigos da comunidade local, o colégio era independente da comunidade local. Bonaventure Ostendarp fundou o Estúdio de Arte Cristã em 1893 para vender pinturas a igrejas católicas locais em toda a região. Os atuais dormitórios de Raphael House of the Courts eram o estúdio de arte original dos monges, construído em 1895.
Os beneditinos que estabeleceram Santo Anselmo fundaram uma escola preparatória também. A escola preparatória era um internato de prestígio para homens de elite de toda a Nova Inglaterra. Em 1935, os monges decidiram fechar a escola preparatória para economizar dinheiro para a expansão da faculdade. Um notável aluna de Saint Anselm Preparatory foi o senador Thomas J. Dodd, de Connecticut.
Em 1942, Saint Anselm tornou-se uma das instituições selecionadas pelo Departamento de Guerra para treinamento de cadetes da Aviação do Exército. Milhares de jovens foram enviados para a faculdade para receber treinamento e educação antes de entrar na Segunda Guerra Mundial. Cadetes treinados em grandes campos abertos que estavam localizados diretamente atrás do atual Coffee Shop. O governo dos EUA pagou a faculdade para treinar os cadetes e, após a guerra, o colégio adquiriu dois prédios governamentais pré-fabricados que foram transformados na moderna cafeteria e livraria. Durante a Segunda Guerra Mundial, vários membros da comunidade monástica serviram como capelães do Exército; seus nomes estão inscritos em um monumento em frente ao Alumni Hall, dedicado a todos os graduados que serviram nas forças armadas. Também inscrito no monumento estão as versões em latim e inglês da música da comunidade beneditina.
Saint Anselm saiu da tumultuosa década de 1960, sem maiores distúrbios ou tumultos no campus, apesar das várias ameaças de bomba feitas no campus, muitas vezes de festas fora do colégio. Pe. Placidus Riley, OSB liderou com sucesso o colégio nesses tempos desafiadores. Apesar da reação contra os militares dos EUA nos campi universitários em todo o país, a presença de um arsenal da Guarda Nacional não resultou em grandes problemas. No entanto, em maio de 1970, os exames finais para aquele ano foram tornados opcionais, já que os estudantes mostraram apoio aos estudantes do Estado do Kent após o massacre de vários estudantes universitários desarmados protestando contra a Guerra do Vietnã. Alunos, professores e membros da comunidade monástica realizavam serviços de oração e comícios por todo o campus após os tiroteios.
O Instituto de Estudos de Santo Anselmo foi fundado em 2000, e o Instituto de Política de New Hampshire foi fundado em 2001. Em 2009, o colégio perdeu um fiduciário notável, Dominic DiMaggio, um jogador de centro All-Star para o Boston Red Sox que atuou no Conselho de Curadores da faculdade de 1978 a 2009.
Em 2013, Steven DiSalvo, ex-presidente da Marian University, foi nomeado o décimo presidente de Santo Anselmo. DiSalvo substituiu Jonathan DeFelice após 24 anos de serviço no colégio. Padre DeFelice era o presidente universitário mais antigo do estado de New Hampshire. Em 2015, DiSalvo anunciou que Saint Anselm havia se inscrito para entrar na fase exploratória da associação da Divisão III da NCAA para todos os programas esportivos.

## Campus
O campus de Saint Anselm tem sido considerado um dos mais belos campi universitários dos Estados Unidos, exemplificado pelo ranking número 17 da "Most Beautiful Campus" da Princeton Review em 2011. O campus está situado em Goffstown, Nova Hampshire, com um parte dos campos de atletismo que ocupam a cidade adjacente de Bedford. O endereço para estudantes e professores é Manchester, Nova Hampshire. Há um total de 60 edifícios no campus, que abrange mais de 450 acres (1,8 km²). Desde 1977, mais de quarenta edifícios foram construídos. O edifício mais antigo do campus é o Alumni Hall, que foi originalmente construído em 1891 e reconstruído em 1893 após um incêndio; Naquela época, o prédio era toda a escola original.

### Alumni Hall
Alumni Hall foi construído pelos monges beneditinos e empreiteiros locais de 1891 até o inverno de 1892; o edifício foi projetado por Patrick W. Ford, um arquiteto irlandês-americano de Boston. Quase concluída em fevereiro de 1892, tudo o que restava era que os trabalhadores continuassem a engessar as paredes internas; infelizmente, um incêndio que provavelmente foi causado pelo portão de um aquecedor não foi completamente fechado, provocou uma brasa e destruiu toda a estrutura. Felizmente, ninguém ficou seriamente ferido por causa do fogo. Os monges foram obrigados a reconstruir o colégio, gastando consideravelmente menos dinheiro na construção, pois recebiam apenas 55 mil dólares do comissário de seguros do estado de Nova Hampshire. Em um esforço para economizar dinheiro, muitos tijolos foram recuperados da estrutura anterior e pedaços de granito foram cortados de grandes rochas de granito ainda visíveis na quadra atual. Em 1893, o atual edifício que permanece como o centro do campus foi concluído; o fogo atrasou o primeiro semestre acadêmico em um ano. Para evitar a possibilidade de outro incêndio, uma casa de força foi construída separadamente do edifício. Fazendas completas com rebanhos de gado, pés de feijão e plantas de tomate alinhavam-se nos atuais campos quad e adjacentes, já que os monges eram completamente auto-suficientes. Em 1912, a torre do sino (a parte interna é mostrada à direita) e a hera foram adicionadas ao edifício; em 1923, a segunda capela da faculdade (a primeira localizada no segundo andar do atual escritório de negócios) foi construída como uma ala de conexão. Hoje, esta segunda capela é o Chapel Arts Center da faculdade, que abriga exposições de arte e outros eventos culturais. Ele ainda possui vitrais ornamentados e tetos pintados.
Hoje, o Alumni Hall abriga escritórios do corpo docente, escritórios administrativos, o Chapel Arts Centre, um salão de residências para mulheres chamado "Alumni Streets", ou "Streets" para abreviações, e várias "smart classrooms". Abaixo do Centro de Artes Chapel é um laboratório de fotografia, câmara escura e vários escritórios de publicação de professores e estudantes. Abaixo de "Ruas" e da torre do sino estão os escritórios do Decano dos Estudantes, do Gabinete do Secretário e do Escritório da Vida Residencial. Até 1919, o colégio consistia apenas em Alumni Hall. Antes dessa expansão, os monges moravam no segundo andar e os estudantes moravam no terceiro e no quarto andar. O primeiro andar e o porão tinham salas de aula, biblioteca e refeitório.

### Igreja da Abadia de Santo Anselmo e mosteiro

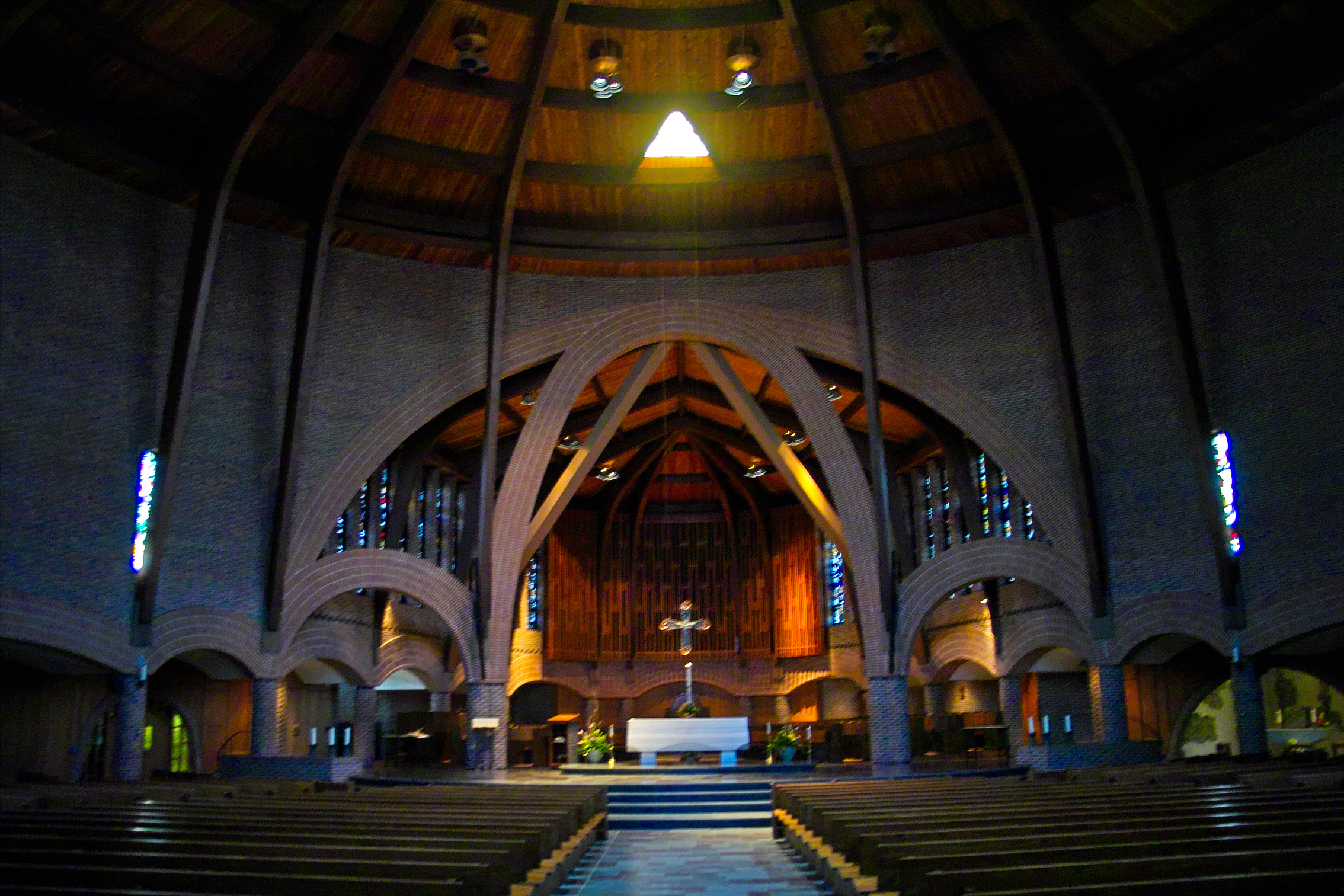
O interior da Abadia de Santo Anselmo

A igreja da abadia é o centro litúrgico da faculdade. É freqüentemente citado como o "coração do campus". A igreja superior permite que a comunidade universitária se junte à comunidade monástica para a celebração diária da Eucaristia e da Liturgia das Horas. A igreja inferior permite que grupos menores da comunidade se reúnam para o culto e abriga a Capela de Nossa Senhora, a Capela Bizantina de São Basílio, os antigos escritórios do Ministério do Campus (realocados ao Centro Estudantil Jean) e salas de reunião. A Igreja Inferior é o local da missa semanal às 21 horas realizada nas noites de quarta-feira. O mosteiro original era o Alumni Hall. Um mosteiro interino existiu entre 1919 e 1955, no que hoje é Joseph Hall, adjacente ao Alumni Hall. O monastério atual, construído em 1955, tem apenas um cozinheiro, pois os monges executam todas as outras tarefas, como limpeza, manutenção e manutenção. Com quatro andares, incluindo um porão, o mosteiro pode abrigar até cem monges; a partir de 2012, aproximadamente 30 salas foram preenchidas. O decano do Colégio e vários membros do conselho de curadores moram no mosteiro, já que estão praticando monges beneditinos. Desde 2012, o abade Mark Cooper é o quinto abade eleito da Abadia de Santo Anselmo. Estudantes do sexo masculino frequentemente jantam no mosteiro como convidados; eles são obrigados a cumprir a regra de silêncio beneditino enquanto comem, o que permite contemplação e oração. O mosteiro tem um refeitório, um pequeno refeitório de hóspedes, uma capela menor, duas salas acolhedoras perto da entrada principal e está completo com acesso por elevador a todos os quatro andares. O mosteiro também serve como a casa mãe da Woodside Priory School e o abade serve como o pai espiritual para os monges que vivem lá. Saint Anselm Abbey é um membro da Congregação Americana-Cassinese da Confederação Beneditina. A Abadia de Santo Anselmo foi fundada a partir da Abadia de Santa Maria em Newark, Nova Jérsia.

### Biblioteca Geisel
A Biblioteca Geisel da Universidade de Santo Anselmo possui três andares e mais de 60 mil m2 de espaço para abrigar livros, recursos e equipamentos eletrônicos. A biblioteca está completa com vários balcões de referência, mais de 30 computadores e o Instituto de Estudos de Santo Anselmo. No segundo andar, há três áreas de estudo fechadas; duas são salas de estudo em grupo que estão disponíveis para uso dos alunos, e a terceira é denominada Sala Creaghe, um estudo fechado apenas para professores.

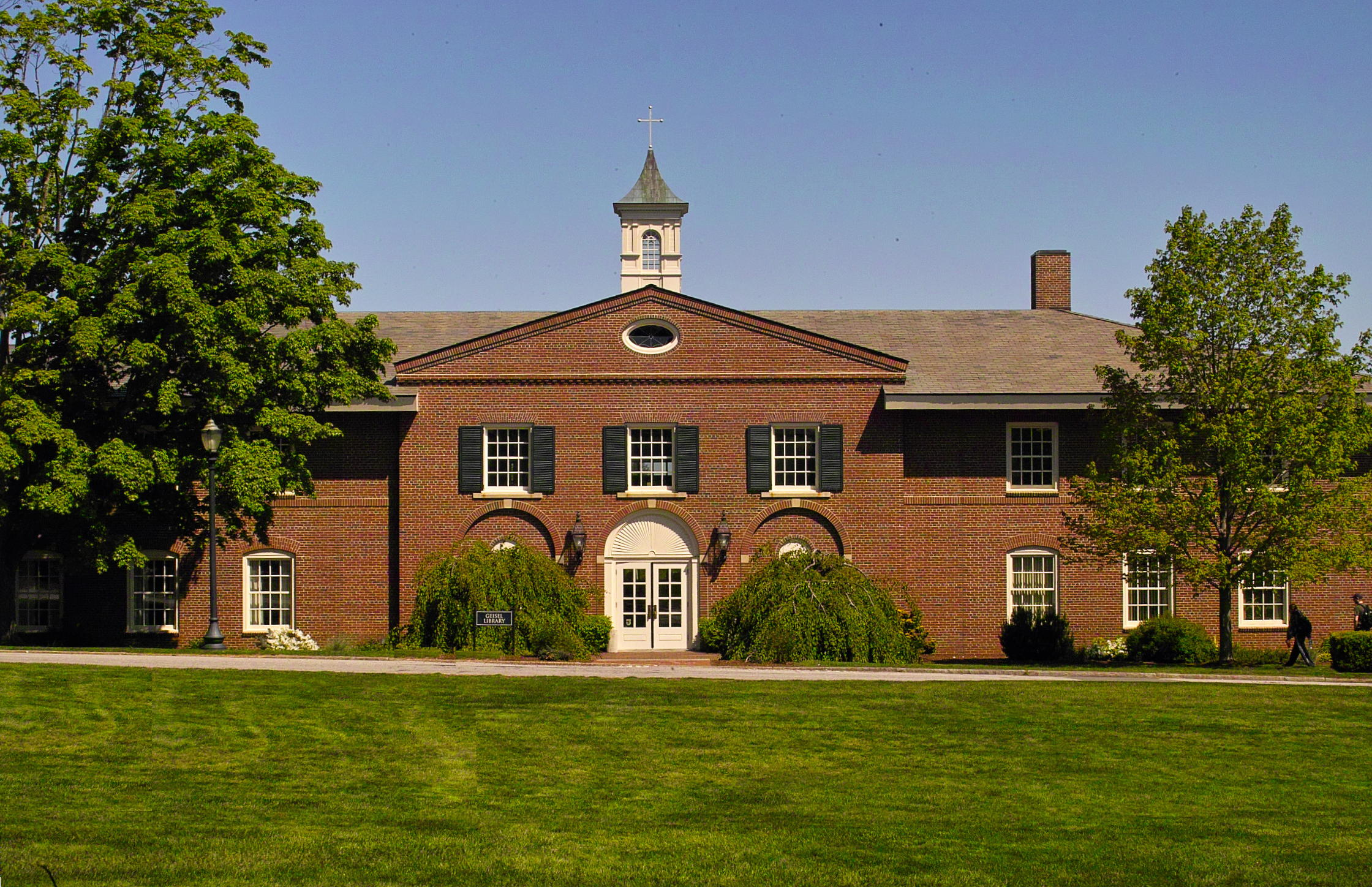
O exterior da Biblioteca Geisel foi remodelado em 1992.

A coleção de mais de 200.000 livros da Geisel Library originou-se em um saco de livros trazidos por Hugo Paff da Abadia de Saint Mary em Newark, New Jersey ; esses livros ainda estão na biblioteca e datam de meados do século XIX. A primeira biblioteca da faculdade, moldada em torno dessa coleção inicial, ficava no primeiro andar do Alumni Hall. Durante os primeiros anos da faculdade, os beneditinos serviram como bibliotecários em uma base ad hoc, mas em 1929, Santo Anselmo teve seu primeiro bibliotecário oficial, Cuthbert Redmond. Novos livros foram comprados sob Edwin Davitt. Por volta de 1937, Saint Anselm pôde contar com 8.000 livros em várias mini-bibliotecas, assim como o repositório principal, por esta altura localizado no segundo andar.
O colégio realizou um auto-estudo em 1950 que revelou a necessidade de uma biblioteca maior. Joseph Geisel, proeminente empresário de Manchester, contribuiu com quinhentos mil dólares em ações e, em 1959, o colégio inaugurou a Biblioteca Geisel; a biblioteca abriu suas portas no outono de 1960. A biblioteca de vinte mil metros quadrados contava com salas de leitura, áreas de estudo, centro de referência, sala de música, capacidade para 385 alunos e espaço para cem mil volumes. Duas expansões, uma em 1973 e a final em 1992, aumentaram a área da biblioteca em vinte mil pés quadrados (1.900 m²). Em 2012, o colégio atualizou diversas áreas da biblioteca; as estações de trabalho dos computadores foram removidas, e novas mesas, mesas, luminárias, tintas, sofás e cadeiras, bem como a adição de duas mesas de "mídia: escapo" de ponta, projetadas para facilitar o trabalho em grupo on-line, foram adicionadas. Além disso, a Tecnologia da Informação (TI) transferiu seu Help Desk para a biblioteca.

### Artes cênicas - Dana Center
O Centro Dana para as Humanidades é o principal centro de artes cênicas do campus do Saint Anselm College. O centro abrigava o programa de humanidades reconhecido nacionalmente, "Retratos da Grandeza Humana", e também é a sede do grupo de teatro estudantil Anselmian Abbey Players. The Anselmian Abbey Os jogadores têm sido um centro de teatro, cultura e música no campus há mais de 60 anos. Esta tradição começou no outono de 1949 com uma produção de "Career Angel". Desde então, esta organização administrada por estudantes desfrutou de um longo histórico de excelência. The Abbey Players oferece aos alunos a oportunidade de desenvolver seus talentos artísticos dentro e fora do palco, enfatizando a importância da auto-estima, do trabalho em equipe e da liderança. O Dana Center também hospeda muitas empresas de turismo ao longo do ano. Essas performances incluem teatro clássico, dança contemporânea, concertos e filmes. Essas performances atraem visitantes de toda a região. No palco, artistas internacionais e nacionais encenam programas tradicionais e modernos que vão desde a dança indiana contemporânea ao blues do Piemonte, até a música clássica russa.
O Dana Center continua a ser o local dos debates presidenciais desde 2000. Em 2009, o Saint Anselm College Choir conquistou o oitavo lugar mais pesquisado de coros universitários no Google.[carece de fontes?]

### Residências

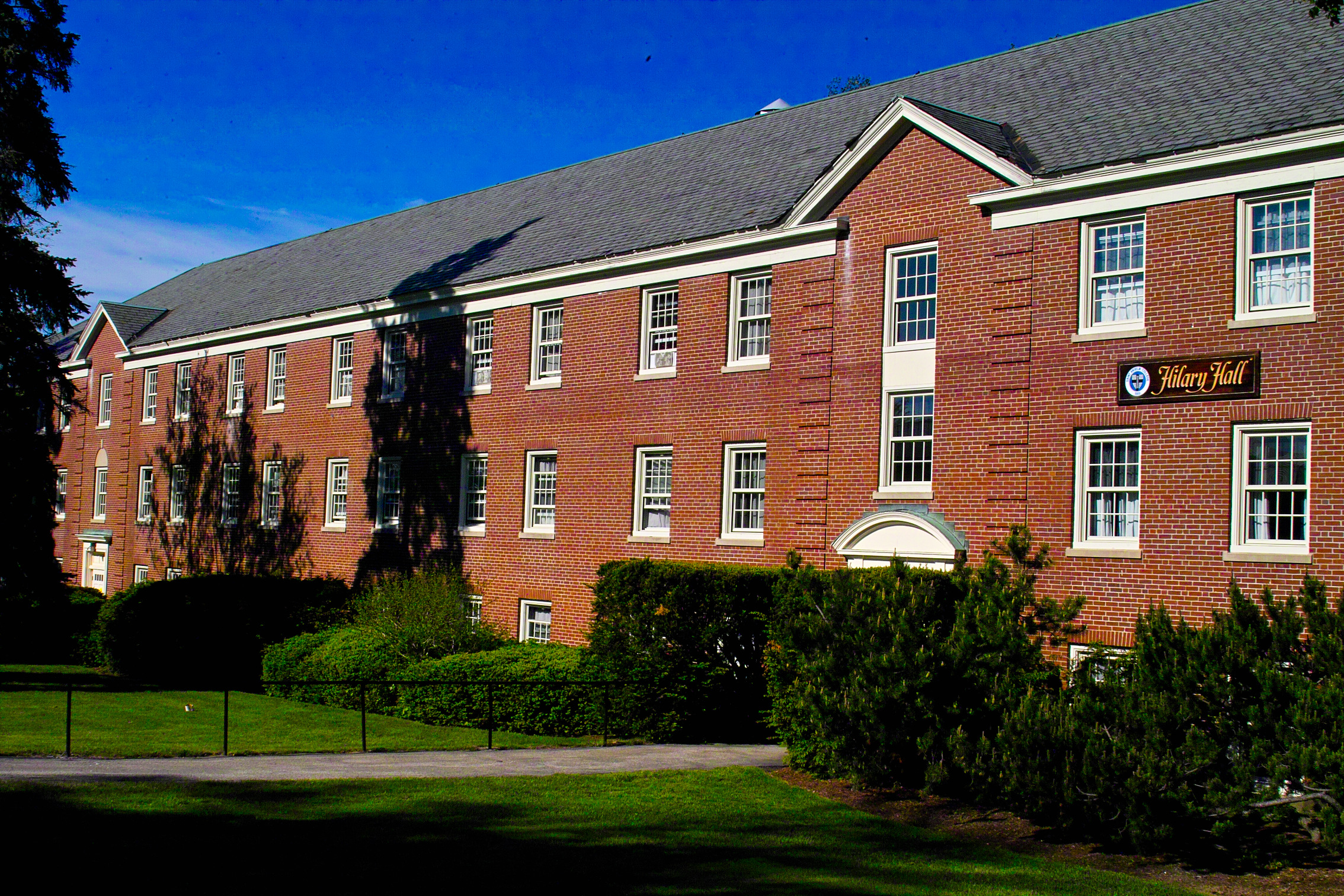
Hilary Hall é nomeado após Abbot Hilary Pfrängle.

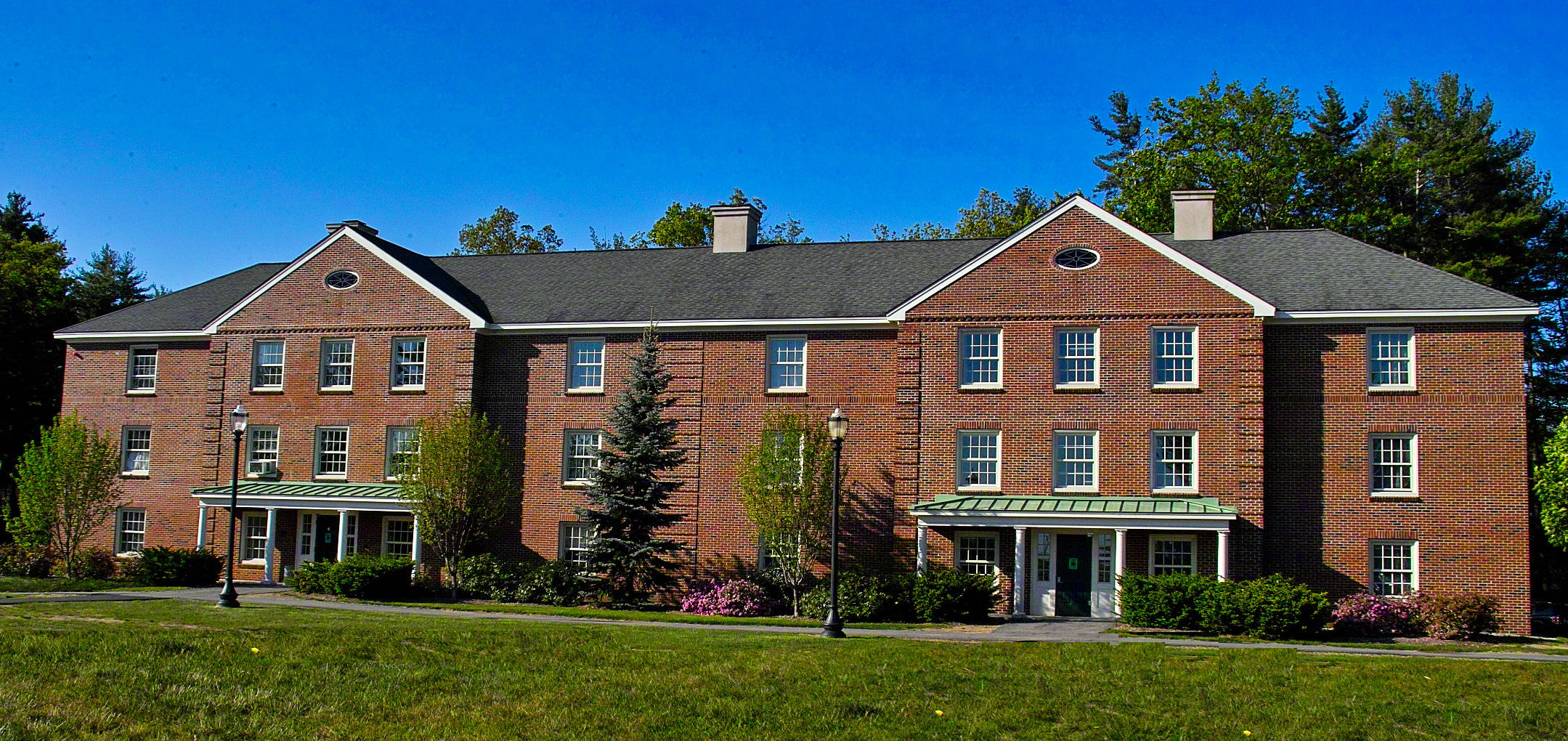
Os juniores e os idosos muitas vezes escolhem viver no padre Bernard Court, coloquialmente conhecido como "Uppers".

Trinta e quatro edifícios no campus são dedicados à moradia estudantil, com aproximadamente 95% do corpo discente que vive no campus. A maioria dos homens do calouro vive em Dominic Hall, enquanto a maioria das mulheres calouras residem em Joan of Arc Hall (comumente chamada de JOA) ou no Baroody Hall. O Dominic Hall é um dormitório de calouro, localizado ao lado do Coffee Shop e nas proximidades do Alumni Hall e Bradley House. Dominic Hall abriga mais de 205 estudantes, oferecendo na maior parte dobra, muito poucos singles e vários "quads", ou quartos para quatro pessoas. Dominic é carinhosamente apelidado de "Dirty Dom"; no entanto, novas luzes, janelas, portas e telhas do teto foram instaladas e a equipe de custódia limpa os corredores e os banheiros coletivos cinco dias por semana. Joana d'Arc é uma residência feminina, onde predominam os quartos duplos. No entanto, calouros podem ser colocados em qualquer residência no campus. Os Lowers estão localizados perto do NHIOP no fundo da Saint Anselm Drive; estes apartamentos foram construídos em meados da década de 1990 e têm uma cozinha, banheiros um ano e meio, um quarto familiar e quartos. Uma configuração semelhante está disponível no Uppers; No entanto, esses dormitórios são um pouco mais novos e são os favoritos dos idosos, pois estão localizados mais próximos do campus central. Tradicionalmente, as residências estudantis têm sido do mesmo sexo, embora isso tenha começado a mudar no ano acadêmico de 2007-2008, quando Brady Hall tinha residentes do sexo feminino em seu terceiro andar, enquanto os dois últimos andares eram do sexo masculino. Hilary, Bertrand e Brady Halls são alguns dos maiores do campus, pois podem abrigar mais de 120 alunos cada. O Holy Cross Hall, anteriormente chamado de Building M, tem principalmente solteiros e muito poucos duplos; estes quartos se conectam a um corredor central, dois banheiros e uma grande sala comum para formar um "Pod".

### Joseph Hall

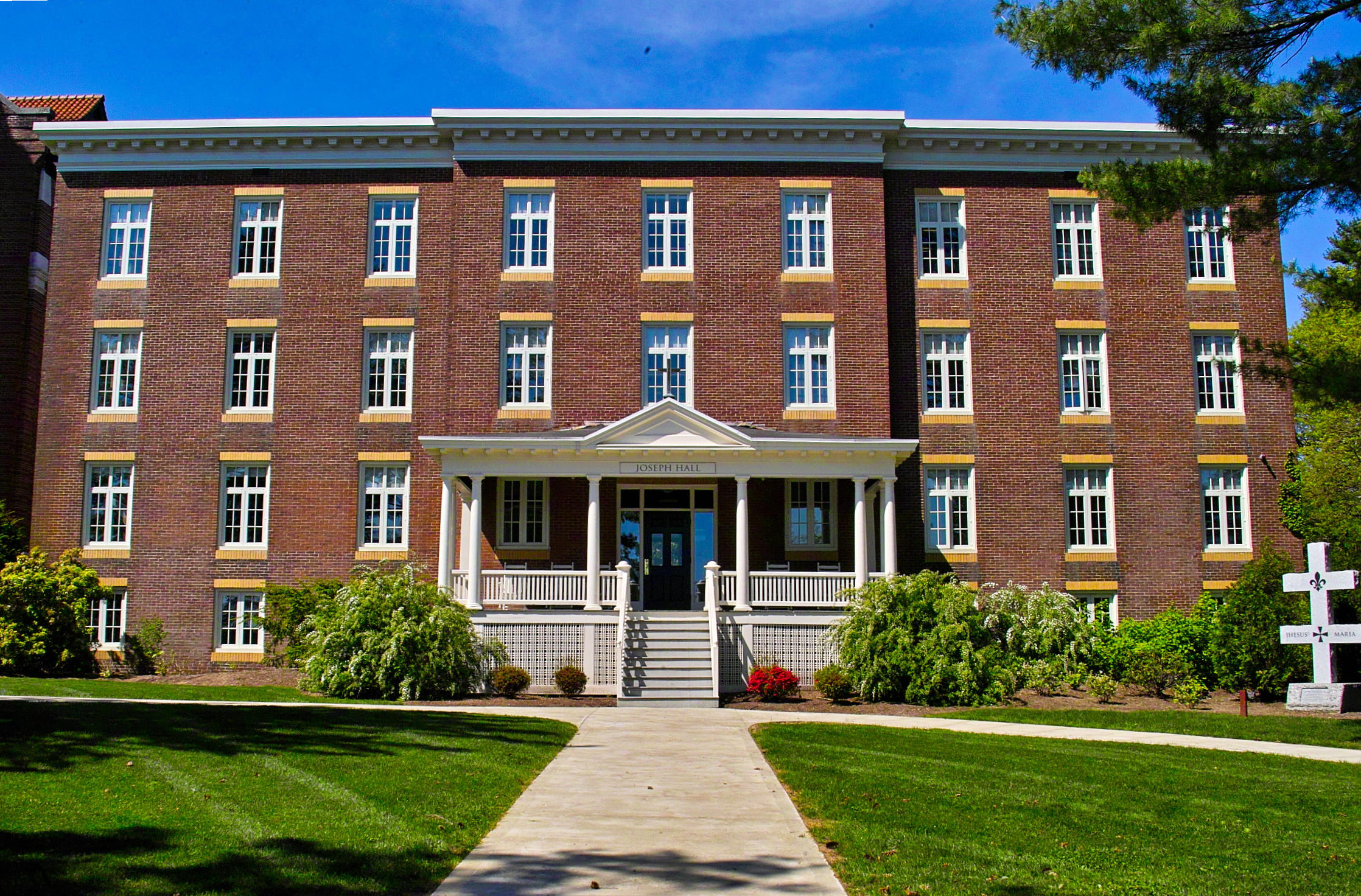
Joseph Hall

O campus passou por uma reformulação substancial em 2009, quando novos escritórios de professores e espaços de instrução foram criados dentro do recém-renovado Convento de Santa Joana d'Arc, que agora é conhecido como Joseph Hall. Joseph Hall recebeu o nome do terceiro abade de Saint Anselm Abbey e ex-bispo de Portland, Maine, bispo Joseph John Gerry. Com um custo estimado de 2,5 milhões de dólares, Joseph Hall tem uma sala de operações da Bloomberg, onde estudantes de administração aprendem a usar um terminal da Bloomberg para rastreamento em tempo real dos mercados financeiros. Construído em 1919, Joseph Hall serviu como o primeiro mosteiro fora do Alumni Hall para mais de 100 monges beneditinos. Em 1955, quando a atual abadia foi construída, as Irmãs de Santa Joana d'Arc, de Quebec, Canadá, se mudaram da Bradley House (em todo o campus), e o prédio foi renomeado como "Convento de Santa Joana d'Arc". Sua partida em 2008 terminou com mais de 50 anos de serviço para a faculdade, pois as irmãs eram cozinheiras, costureiras e realizavam outros serviços domésticos para a comunidade monástica.

### Instalações esportivas

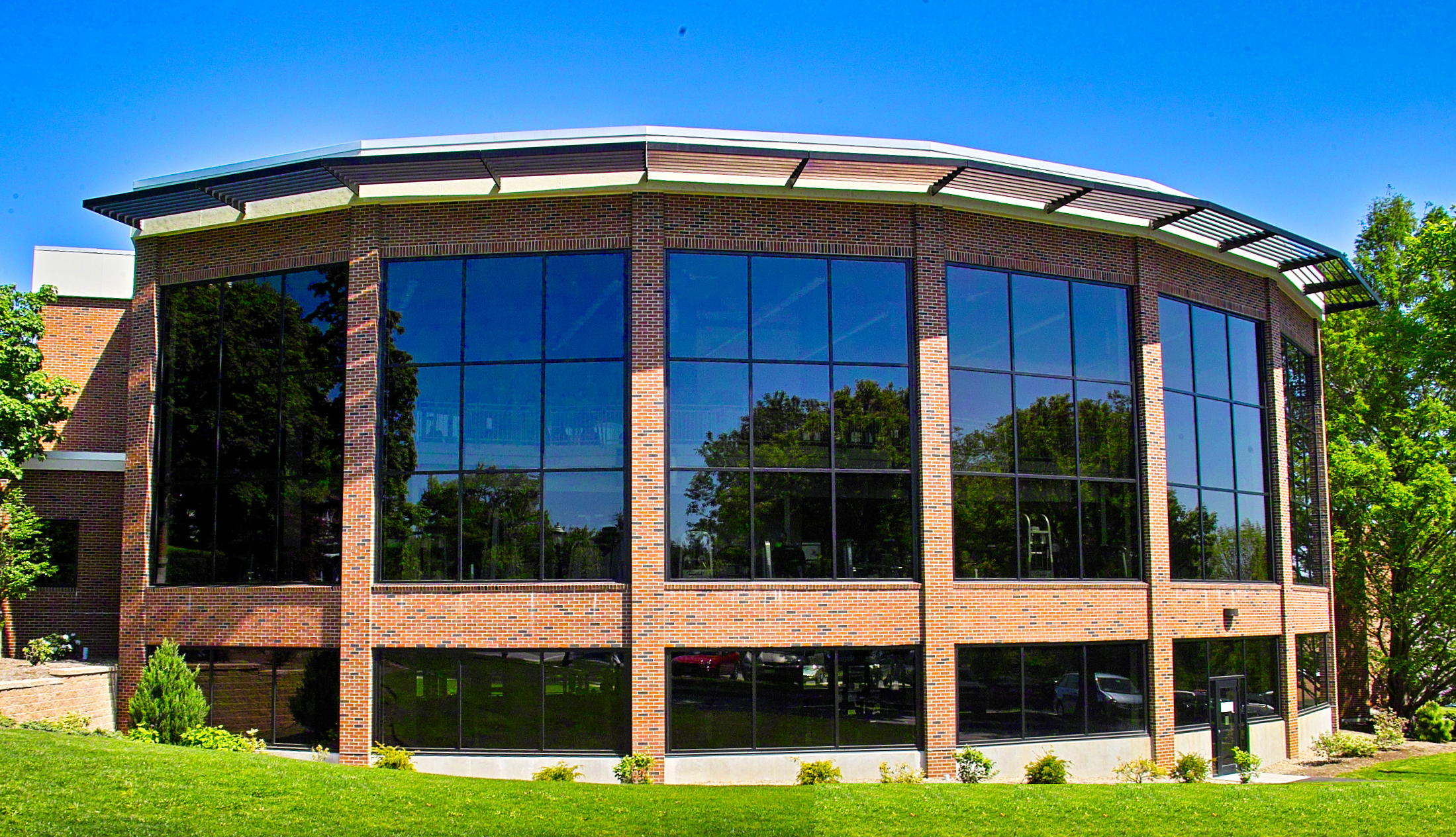
Carr Centro Remodelado

Em fevereiro de 2009, a faculdade inaugurou um fitness center de dois milhões de dólares e 9 000 pés quadrados (840 m2). O centro comercial de três andares é o Carr, com janelas do chão ao teto, com vista para os campos de beisebol e futebol, construído no lado sul. do edifício. As adições trouxeram 37 máquinas cardiovasculares, 39 peças de força e sete mil libras de pesos. Conectando-se à adição estão três quadras de basquete/tênis equipadas com placares e um sistema de som. O porão de Carr tem o ginásio do time do colégio, vestiário de futebol, vestiários gerais e escritórios administrativos para o departamento de esportes. Em 2012, o colégio gastou 1,3 milhões de dólares instalando um campo de relva sintética no Estádio Grappone e acrescentou luzes para a prática noturna.

### Quad e dormitório

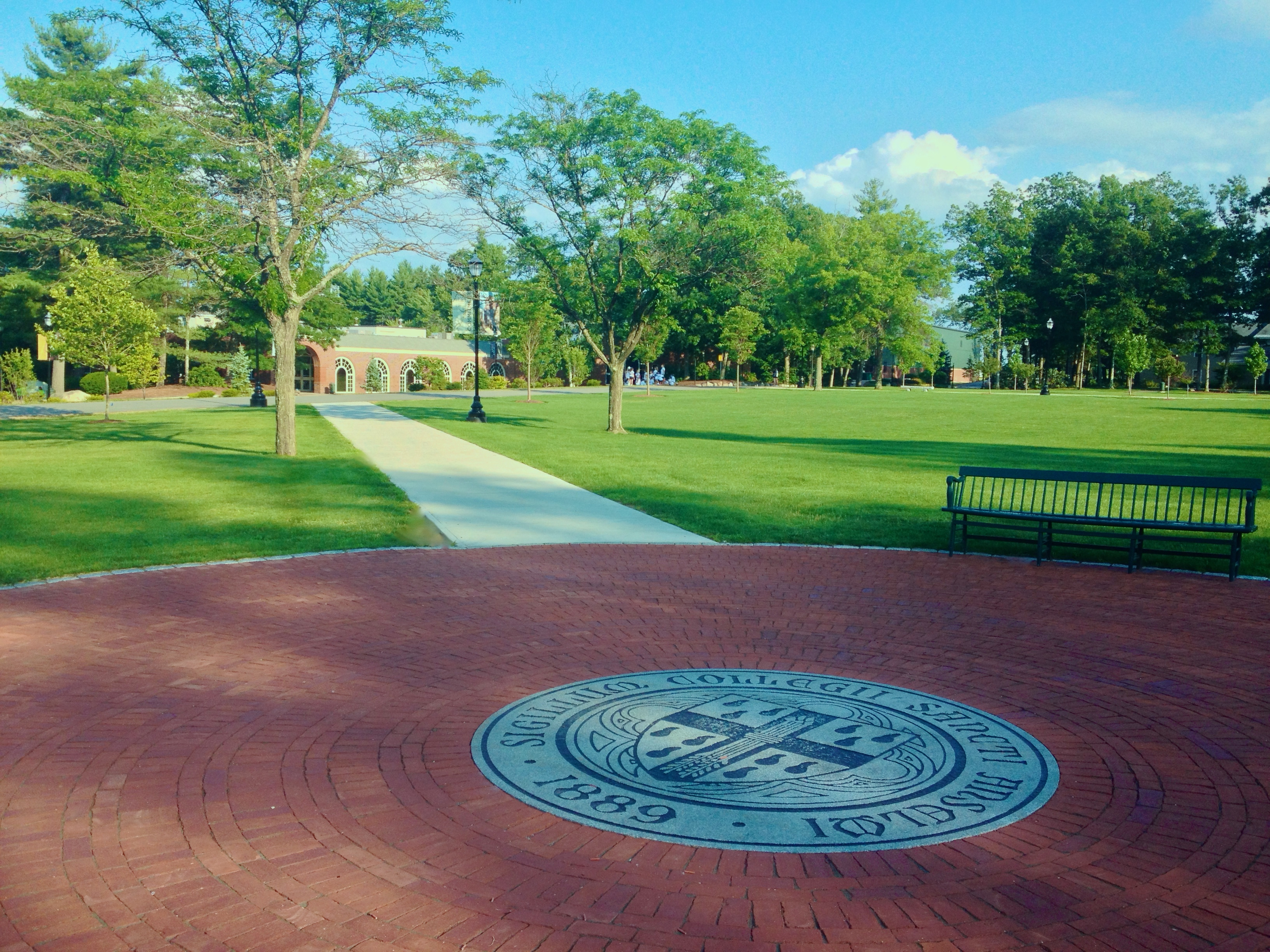
O quad JOA renovado, de frente para o Davison Dining Hall, classificado nacionalmente

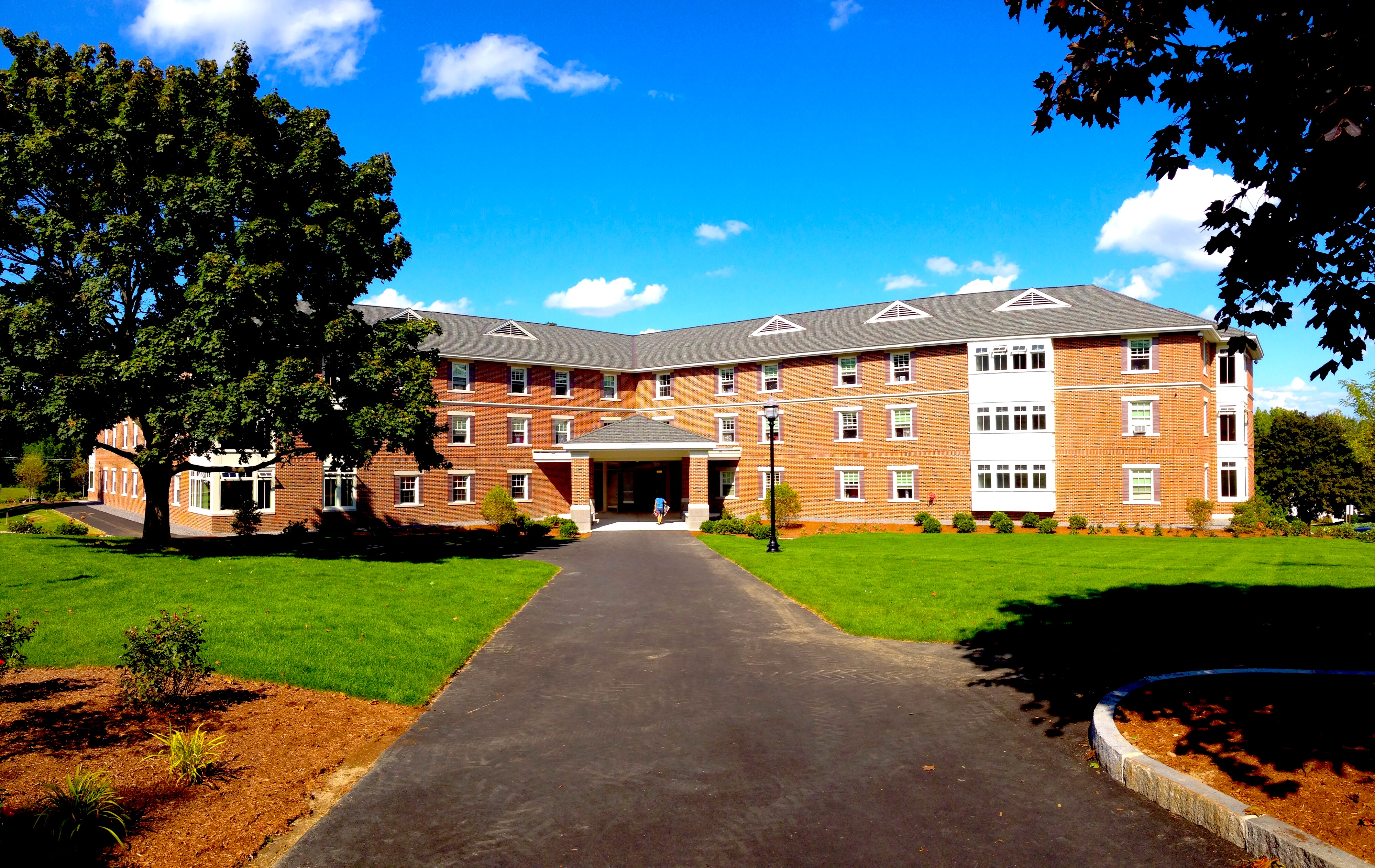
The Living Learning Commons, o mais novo prédio residencial do campus

A construção começou em "New Hall" no verão de 2013. O projeto deve custar mais de 9,5 milhões de dólares e está situado perto da entrada inferior do campus na parte de trás do Brady Hall. A residência, conhecida como "Living Learning Commons" (LLC), é capaz de acomodar 150 estudantes, e expandiu as opções residenciais para alunos de graduação e deve eliminar a necessidade de quartos com ocupação tripla. Os espaços comuns da residência são climatizados, enquanto os quartos individuais não são. LLC também oferece comodidades para estudantes, como uma sala de reciclagem, armazenamento de bicicletas, espaço de armazenamento geral para estudantes e um elevador. Além disso, mais de 3 000 pés quadrados (280 m2) são dedicado ao espaço comum, incluindo kitchenettes modernas, espaço de sala de aula e áreas de estudo individuais em cada andar.

### Responsabilidade ambiental

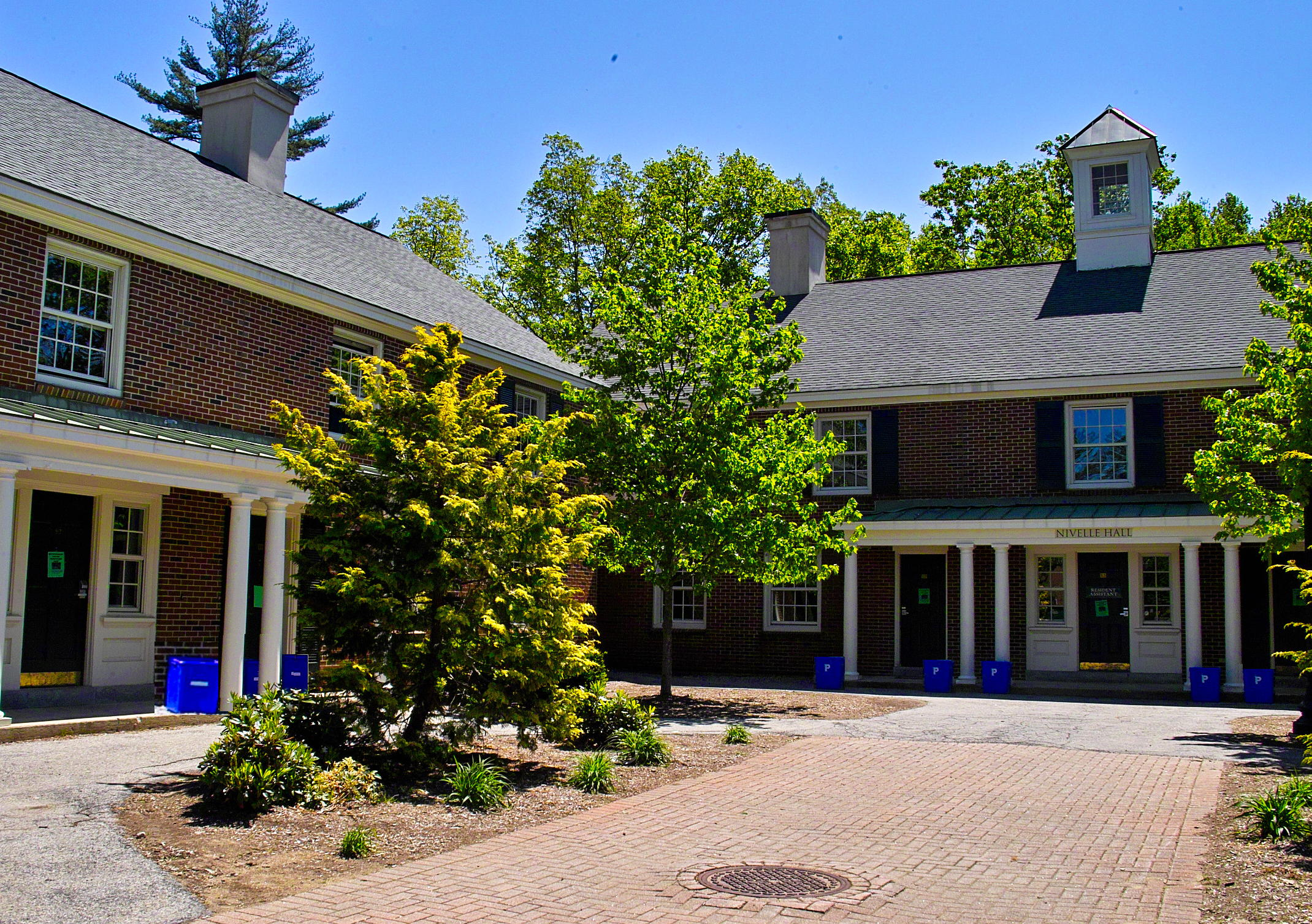
Caixas usadas para alinhar "Uppers" todas as manhãs de sábado à espera de retirada do aluno da SACR; hoje os estudantes levam essas caixas para a reciclagem de caçambas.

O Saint Anselm College RECYCLES foi um movimento ecológico que começou no campus em 2009. Até então, a reciclagem era limitada no campus, e os estudantes tinham que recorrer a seus próprios métodos de reciclagem de contêineres e outros materiais recicláveis em dormitórios. Um programa de reciclagem improvisado - Saint Anselm College RECYCLES - foi iniciado através dos Knights of Columbus e da organização Club Soccer que servia a seção Uppers do campus, todos os sábados, com uma média de cerca de 650 libras de material por semana. No semestre da primavera de 2010, esse plano financiado pelo Club Soccer e pelos Knights of Columbus forneceu mais de 50 lixeiras, compradas na cidade de Providence, Rhode Island. Na primavera de 2010, o Instituto de Política de New Hampshire instalou sete caixas de reciclagem em todas as suas instalações. Inspirada por essa atividade liderada por estudantes, a fábrica física da faculdade comprou 120 caixas para todos os apartamentos das Uppers, Lowers, Falvey e Collins Houses. No outono de 2010, a Physical Plant instalou cinco lixeiras de reciclagem de Gerenciamento de Resíduos em todo o campus. reciclagem em todo o campus está prevista para 2013.
Em 22 de maio de 2010, Santo Anselmo teve sua primeira "Graduação Verde". Uma proposta apresentada pelos três estudantes fundadores do Saint Anselm College RECYCLES, Eric Ricci, Ryan McCarty e Kevin McIntyre foi aceita pelo vice-presidente executivo da faculdade, Suzanne Mellon. Os programas foram impressos em papel reciclado, recipientes de reciclagem estavam disponíveis para uso no quadrilátero, copos de plástico substituíram a água engarrafada e botijões de água substituíram as grandes quantidades de plástico necessárias nos anos anteriores.

## Acadêmicos
De acordo com o site da faculdade, Saint Anselm "procura ajudá-lo a se desenvolver em um pensador preciso e crítico, comunicador articulado e claro e um cidadão ativo e compassivo". Santo Anselmo costumava exigir a conclusão de um programa de Humanidades de dois anos reconhecido nacionalmente. O programa "Retratos da Grandeza Humana" começou no primeiro ano e terminaria na conclusão do segundo ano de um estudante. Buscando desenvolver um aluno completo, o Colégio substituiu o programa pela série de palestras "Conversatio". No entanto, isso causou protestos significativos de alguns ex-alunos, alegando que esse "novo programa de humanidades" está muito diluído. Após a adição de "Conversatio" em 2014, o número de aulas realizadas por alunos em tempo integral caiu de 5 turmas para 4 turmas por semestre, com as horas de crédito de cada turma aumentando. Ao estudar as humanidades, incluindo arte, ciência, literatura, filosofia e teologia, o corpo docente e os estudantes tentam compreender questões profundas, focalizando especificamente a condição humana. Além disso, três cursos de filosofia e três de teologia são necessários para que um aluno se gradue. Dois dos três cursos exigidos para a filosofia são "Natureza e a Pessoa Humana", que detalha a filosofia e a psique do ser humano; "Ética", que discute questões que vão desde a ética médica à ética sexual; e uma eletiva da escolha do aluno. Um dos cursos de teologia necessários é "Teologia Bíblica", que é uma visão geral do Antigo e Novo Testamentos da Bíblia.
Embora a faculdade não tenha um " Código de Honra " estabelecido, há um "código de honra baseado na fé", que exige que os alunos permaneçam fiéis à missão, fé e identidade da faculdade.

### Política de inflação anti-grau

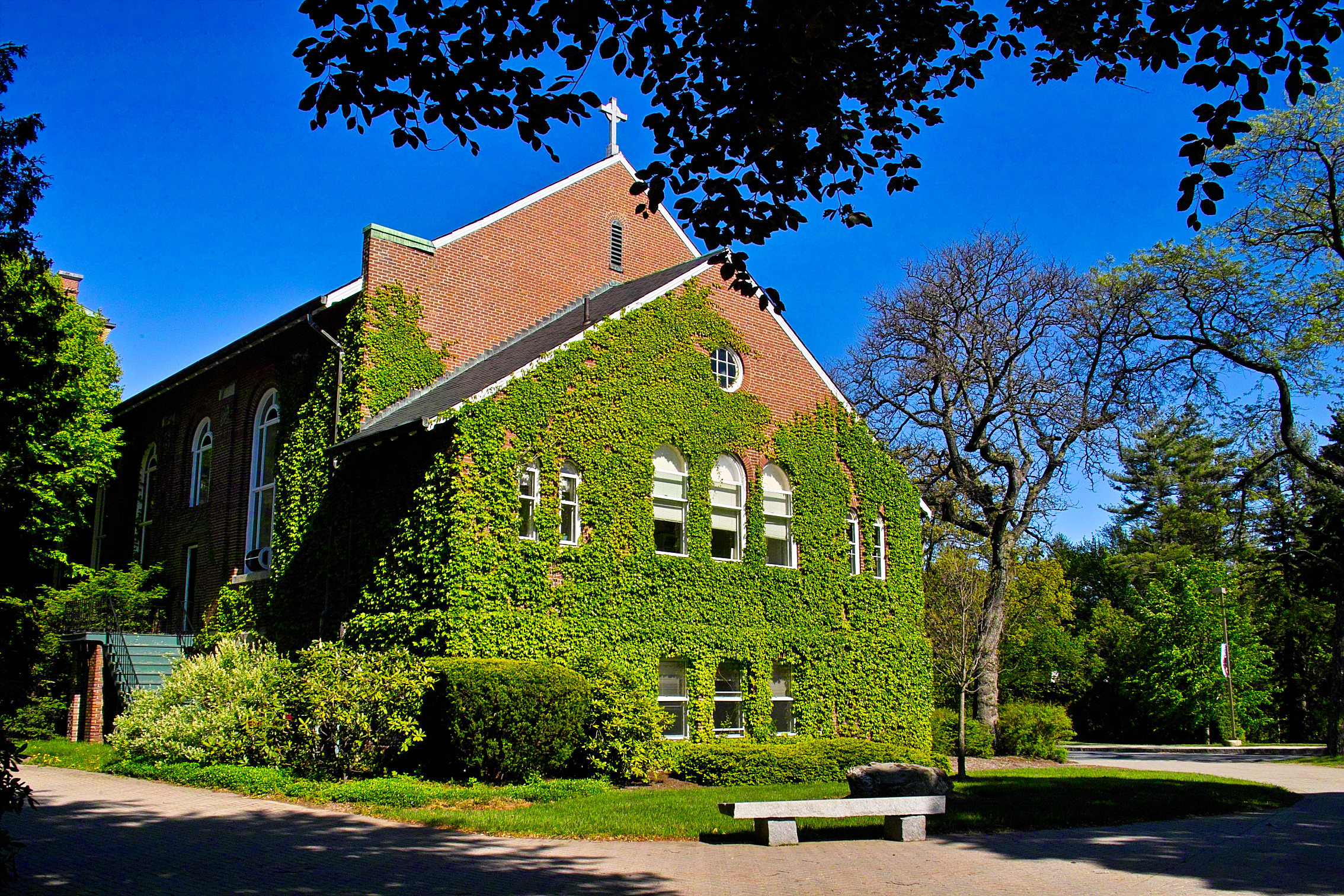
O Chapel Arts Center na seção "colina" do campus

O Saint Anselm College tem resistido ao que o colégio vê como a tendência de inflação de notas em muitas faculdades e universidades americanas. Em Saint Anselm, os 25% mais ricos da turma têm uma média de 3,1 pontos (GPA); a nota mediana na faculdade é de cerca de 2,5 GPA. Enquanto a Lista de Reitores na maioria das escolas começa em um GPA 3.5, Saint Anselm premia os estudantes com a honra em um GPA 3.1. De acordo com um artigo da Fox News de 2006, o ex-reitor do colégio pe. Peter Guerin, da OSB, é citado dizendo que os pais de hoje podem ver as universidades como um mercado consumidor no qual estão pagando pelo diploma. Os alunos que frequentam as aulas regularmente e pagam propinas sentem que devem receber aquele A, mesmo que não tenham merecido isso". Alguns professores e administradores acreditam que o inflamento de notas dificulta que os alunos perceba suas forças e fraquezas acadêmicas e incentive os alunos a fazerem aulas com base nas expectativas de grau. A prática também torna mais difícil para os pais e alunos determinarem se a nota foi ganha. Um comitê de currículo foi criado em 1980 para se reunir com os alunos e o reitor acadêmico e rever as políticas de classificação em uma base mensal. O presidente anterior do colégio, Pe. Jonathan DeFelice, é citado como tendo dito: "Eu não posso falar por todos, mas se eu estou indo para a sala de cirurgia, vou levar o cirurgião que ganhou o seu 'A' de maneira honesta".

### Perfil de admissões
A maioria do pool de candidatos é da área de New England. O processo de seleção é composto por uma revisão abrangente do histórico escolar do candidato para determinar se ele fez os cursos mais desafiadores, recomendações pessoais de professores e orientadores, um ensaio e envolvimento extracurricular. A partir de 2010, as pontuações do SAT / ACT são opcionais para os candidatos. A taxa de aceitação é de 67% e é rotulada de "seletiva" pelo US News and World Report. O pool de candidatos da faculdade é relativamente pequeno, cerca de 3.500 alunos, e a taxa de retenção de estudantes de Saint Anselm do primeiro ao segundo ano é de 76%. A média aceita GPA do ensino médio é um 3,2 em uma escala de 4.

### Rankings
Em 2015, Saint Anselm foi reconhecido pela revista Time como uma das "50 Melhores Faculdades de Artes Liberais" do país. St. Anselm ficou em 18º lugar entre as faculdades de artes liberais do país para obter o melhor retorno sobre o investimento (ROI) de acordo com o site "Payscale.com". Na mesma linha, o Colégio foi nomeado # 171 pelo ranking da The Economist de mais de 1.000 faculdades, por melhor valor econômico. Os rankings universitários de US News & World Report de 2016 classificaram Saint Anselm # 112 na nação.
Em 2011, a revista Forbes classificou Saint Anselm como a 85ª melhor faculdade dos Estados Unidos, bem como a 76ª para a faculdade particular e a 40ª para o Nordeste. Recentemente, Saint Anselm foi listado # 100 entre as instituições nacionais de artes liberais que Kiplinger julgou como oferecendo o melhor valor. A publicação da Princeton Review intitulada Best 373 Colleges descreve Saint Anselm como "uma das melhores instituições do país para o ensino de graduação". A Princeton Review descreve a faculdade como academicamente desafiadora, mas recompensadora, com "professores apaixonados" que reservam tempo para trabalhar individualmente com os alunos. A faculdade também foi citada por oferecer oportunidades de engajamento comunitário e político em seu campus "absolutamente lindo", que rendeu à escola o posto 17 da lista "Most Beautiful Campus". A faculdade ficou em 10º lugar no ranking nacional em termos de qualidade de alimentos na classificação de 2015 da The Princeton Review. Santo Anselmo ficou em 20º lugar na lista de "Estudantes Mais Religiosos" da The Princeton Review, e em 12º lugar com as melhores relações "Vestido e Cidade". A US News & World Report nomeou continuamente Saint Anselm como uma das "Faculdades com Consciência" do país por vários anos. O Washington Monthly College classificou o Saint Anselm College como o 153º entre as "Faculdades de Artes Liberais" em 2011. Em 2009, o Saint Anselm College Choir foi o oitavo coral universitário mais pesquisado na pesquisa do Google. Em 2001, a USNWR classificou Saint Anselm como o terceiro lugar na lista do "Programa de Bacharelado Mais Compreensivo".

### Faculdade
Santo Anselmo tem uma proporção de alunos-docentes de 11: 1 e um tamanho médio de turma de 18 alunos. Santo Anselmo não tem assistentes de ensino ou assistentes de pós-graduação. Santo Anselmo tem 145 professores em tempo integral e 62 instrutores em meio período; quase todos os membros do corpo docente (90 por cento) têm graus terminais em seus respectivos campos.

### Majors e menores

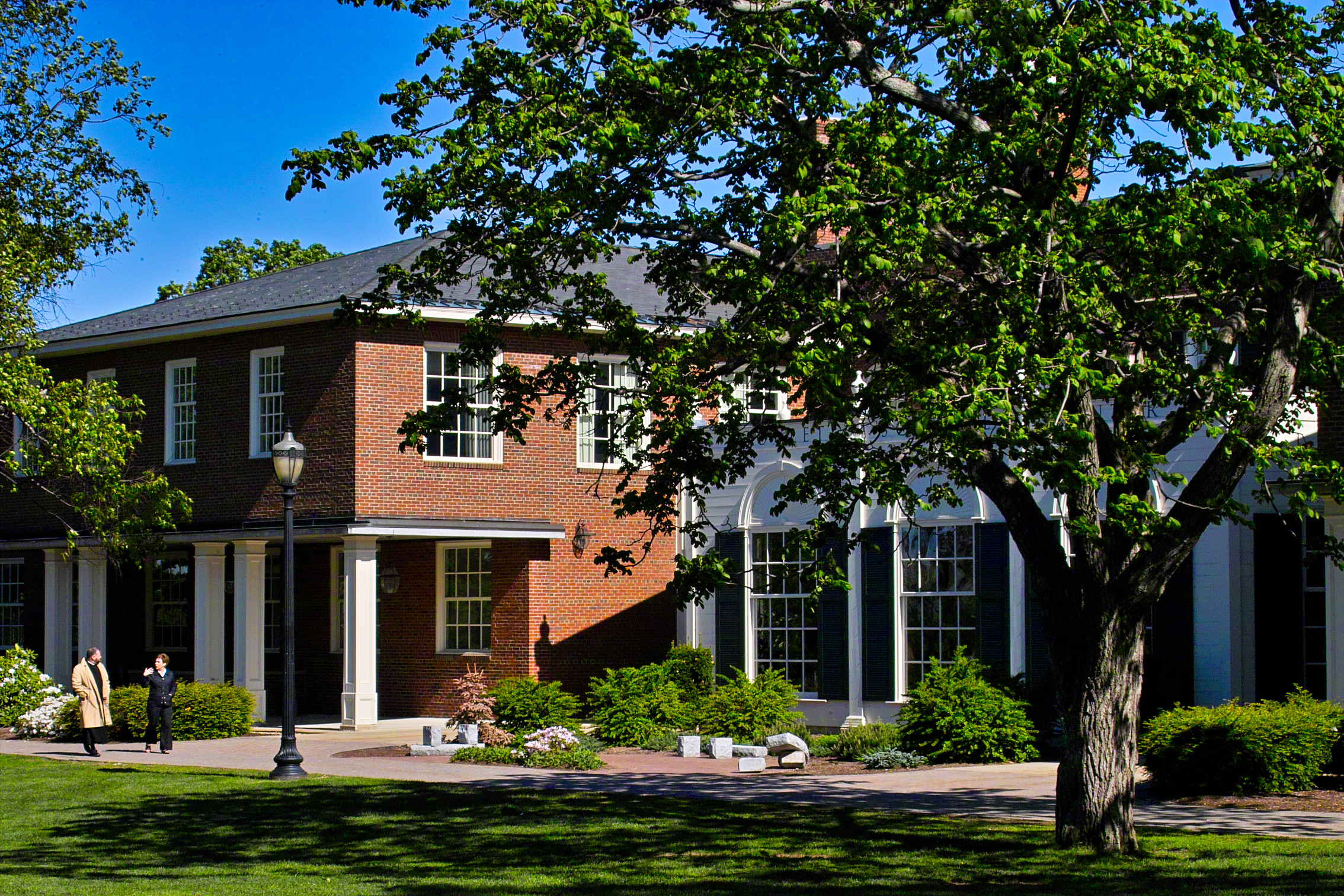
Centro de Ciências Goulet

Saint Anselm College oferece majors em 32 áreas temáticas. Além do que é necessário para a graduação, os alunos também podem buscar o menor número possível de menores de acordo com a programação do curso.

#### Programas acadêmicos especiais

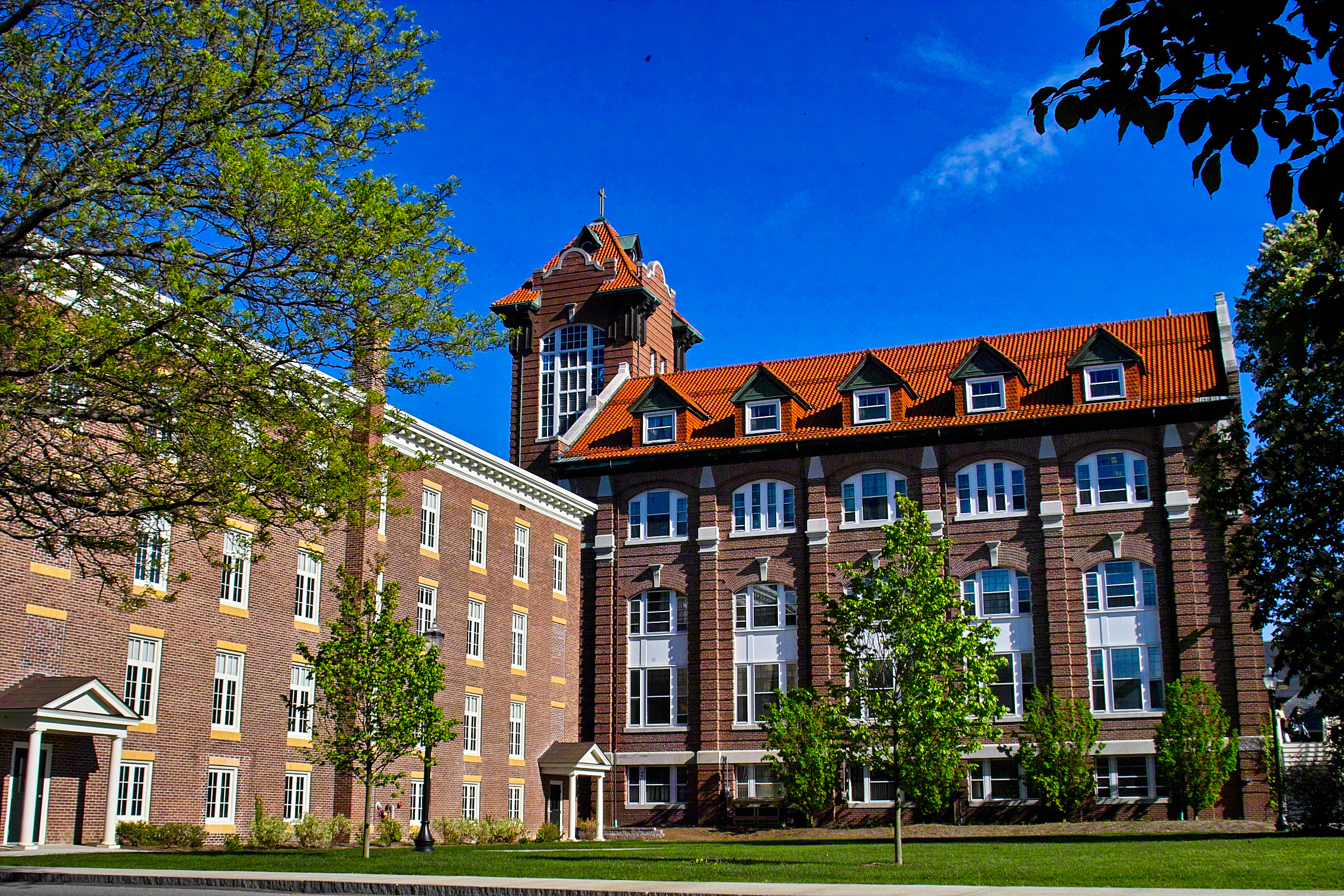
O quad entre Joseph Hall e Alumni Hall

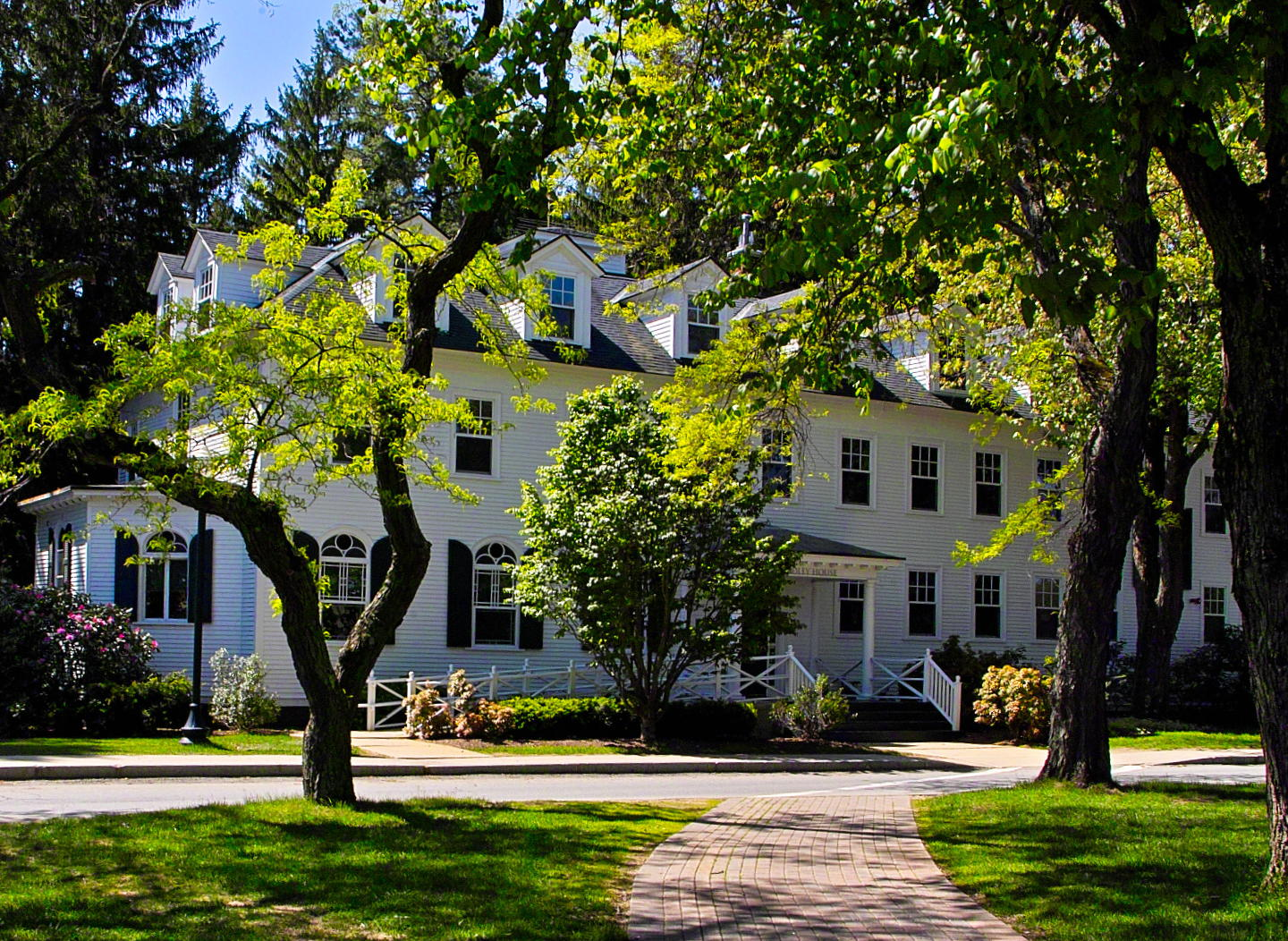
Bradley House é o lar de vários escritórios do corpo docente.

Alguns maiores e menores oferecem programas acadêmicos especiais. A conclusão destes programas não resulta em qualquer reconhecimento menor ou outro. Se um estudante deseja entrar em uma escola profissional após a graduação, ele ou ela pode realizar um dos programas pré-profissionais oferecidos. Estágios são necessários para alguns cursos, em que os alunos podem experimentar a vida fora da sala de aula, no entanto, qualquer aluno pode se inscrever em um estágio para crédito eletivo. Saint Anselm participa de um programa de escavação arqueológica que permite aos estudantes viajar para a Itália e desenterrar antigos tesouros romanos. Para futuros engenheiros, o colégio tem acordos com outras escolas por meio do programa de engenharia cooperativa.
Os programas pré-profissionais incluem pré-direito, pré-medicina / pré-odontologia / pré-veterinária e pré-teologia. A partir do primeiro ano, os alunos são formados por conselheiros que ajudarão o aluno a decidir quais cursos fazer e oferecer orientações gerais durante todo o tempo em Saint Anselm. No entanto, os alunos pré-profissionais muitas vezes se queixam da qualidade de seus orientadores, pois são rotulados como inexperientes, e muitos alunos escolhem o processo por completo. O programa culmina com uma "entrevista pré-profissional", onde três professores realizam uma entrevista profissional simulada com um aluno.
Estágios - Alunos de praticamente todos os principais participam de estágios; Os exemplos vão desde empresas de investimento em Wall Street até o Massachusetts General Hospital.
Escavação Arqueológica - O Departamento de Clássicos patrocina uma escavação em Castel Viscardo, uma cidade perto de Orvieto na Itália. Professores e alunos da faculdade estão escavando um local que foi ocupado desde os primeiros períodos etruscos até os últimos períodos romanos. A escavação produziu muitos achados históricos e arqueológicos; A Saint Anselm College envia mais de 25 estudantes a cada verão para a escavação de Coriglia, fora da cidade.
O Programa Cooperativo de Engenharia é um programa cooperativo de cinco anos de artes liberais e engenharia, afiliado à Universidade de Notre Dame, à Universidade de Massachusetts Lowell, à Universidade Católica da América e ao Manhattan College, em Riverdale, Nova York. Três anos são gastos em cursos de graduação em artes liberais em Saint Anselm, e dois anos são gastos em uma das universidades acima para um diploma de engenharia.

### Sociedades de honra

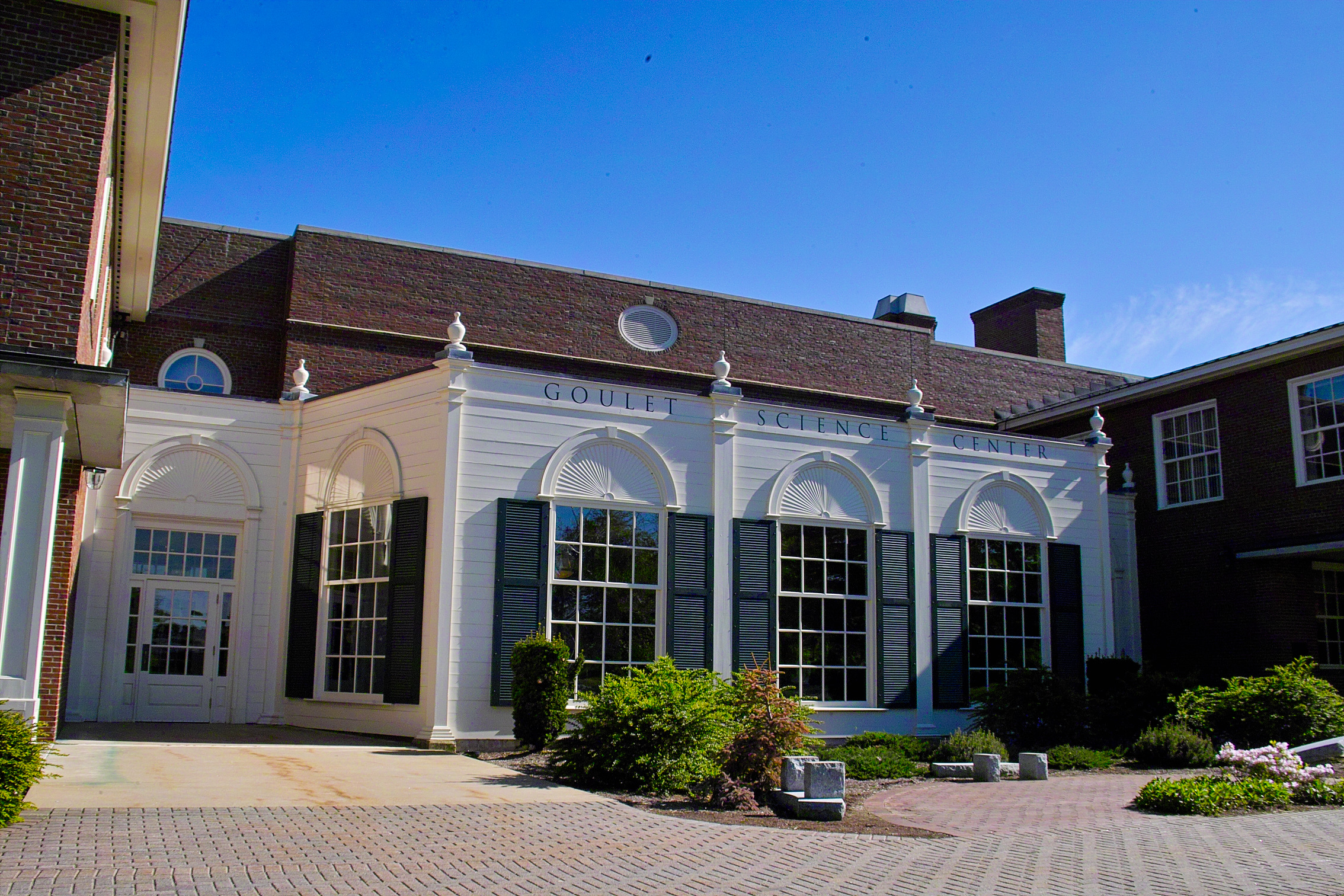
Goulet Science Center é onde grande parte da pesquisa da faculdade é realizada.

Saint Anselm College participa nas seguintes sociedades nacionais e internacionais de honra. Os convites dessas sociedades são organizados por meio de cada departamento acadêmico, já que os alunos geralmente são convidados como sócios no primeiro ou no último ano.
Delta Epsilon Sigma, o equivalente católico à Phi Beta Kappa, é a mais antiga sociedade de honra da faculdade. Aberto a todos os principais, o Capítulo Tau, fundado em 1940, aceita apenas 40 membros das classes sênior e junior.
Outras sociedades incluem o debate honra sociedade Delta Sigma Rho, ciência social internacional honra sociedade Pi Gamma Mu, história honra sociedade Phi Alpha Theta, economia honra sociedade Omicron Delta Epsilon, enfermagem honra sociedade Sigma Theta Tau, língua espanhola honra sociedade Sigma Delta Pi, Francês honra sociedade Pi Delta Phi, psicologia honra sociedade Psi Chi, política honra sociedade Pi Sigma Alpha, biologia honra sociedade Beta Beta Beta e física honra sociedade Sigma Pi Sigma. A Lista de Acadêmicos do Reitor é uma sociedade de honra interna que aceita estudantes que cumprem suas exigências de um GPA de 3.1 semestres em pelo menos quatro classes. Somente os 25% melhores da escola geralmente se qualificam para a lista. Os membros recebem um cartão de felicitações, assinado pelo reitor do colégio. Em 2017, a faculdade anunciou que o requisito do GPA aumentaria em 0,1 por ano até que o requisito do GPA atingisse 3,4.
Honras latinas após a formatura são:
- GPA cumulativo de um 3.0 - 3.4 - Cum Laude
- GPA cumulativo de um 3.4 - 3.7 - Magna Cum Laude
- GPA cumulativo de um 3.7 - 4.0 - Summa Cum Laude

### Graduação

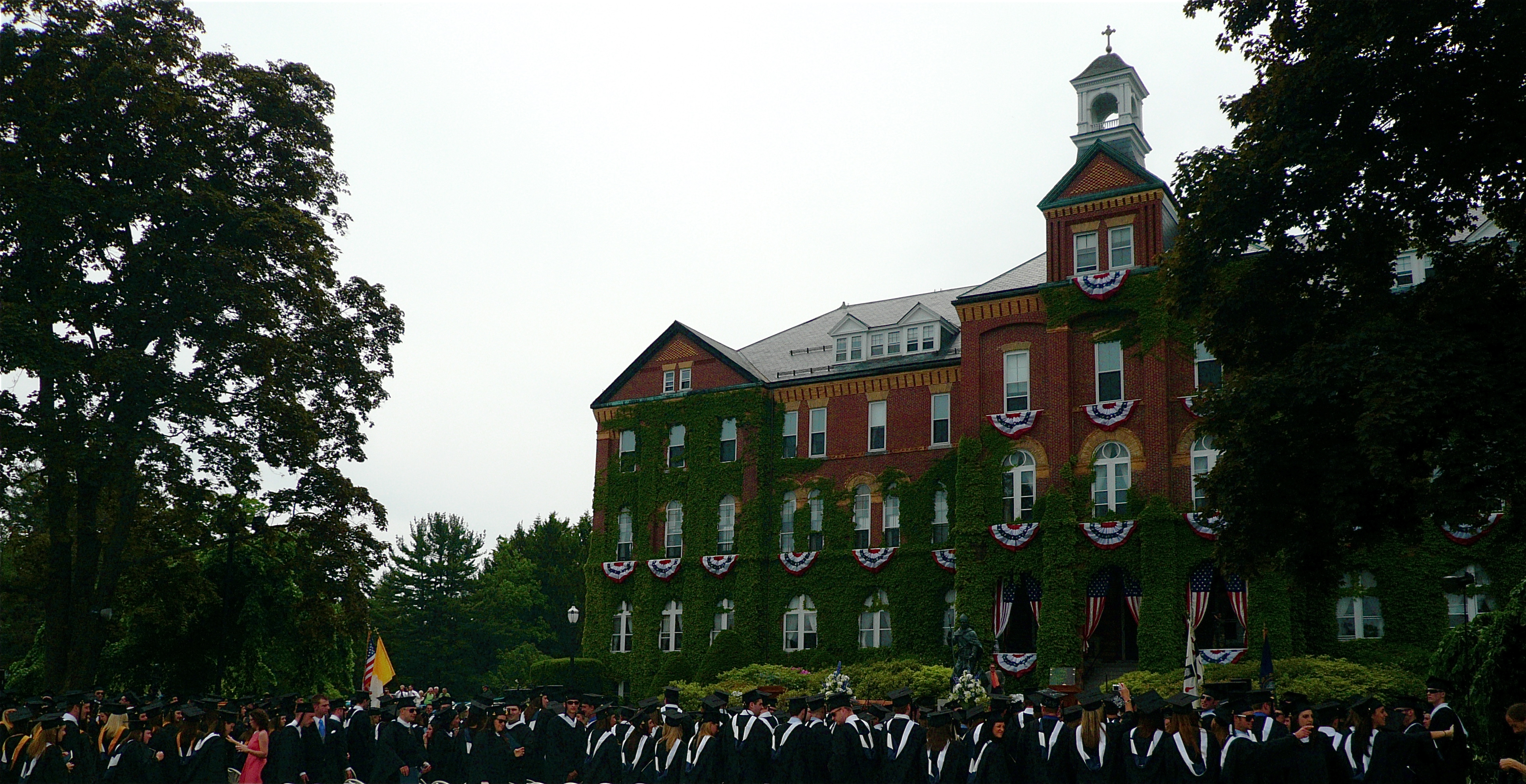
Processo de pós-graduação no quad em frente ao Alumni Hall.

Desde 1896, os formandos de Saint Anselm participaram quase exatamente da mesma cerimônia de formatura.

#### Convocação de honras e missa de bacharelado
O começo de semana começa na sexta-feira à tarde, quando os membros da classe sênior se reúnem na igreja superior da Abadia de Santo Anselmo para a convocação anual de honras. A convocação de honras acadêmicas sênior começa com uma invocação, dita pelo Abade de Saint Anselm Abbey, e é seguida pela concessão de prêmios acadêmicos, lidos pelo Decano do Colégio. Praticamente todo departamento acadêmico tem um prêmio para apresentar a um dos mais importantes. Em seguida, o presidente do colégio premia cada graduado da Summa Cum Laude; dentro deste grupo de elite, a medalha do Chanceler é concedida ao graduado com a maior média de notas acadêmicas.
A convocação é seguida pela celebração da Eucaristia durante uma missa católica romana, que inclui uma homilia proferida pelo abade. A missa termina com o canto do Santo Anselm College Anthem à medida que cada graduando sai da igreja para encontrar sua família e amigos fora da igreja e nos terrenos circundantes para fotografias e uma recepção no Carr Center.
O Saint Anselm College Anthem foi escrito por Augustine Kelly, reitor do colégio, e composto por Bede Camera, diretor do Coro da Faculdade de Santo Anselmo e Mestre de Coro da Abadia de Santo Anselmo. É cantada na conclusão da Eucaristia durante a Orientação, Abertura do ano letivo, Fim de Semana da Família, Missa de Bacharelado, e a final 7   pm Missa de cada semestre pelo Coro da Faculdade Saint Anselm.
A convocação é seguida pela celebração da Eucaristia durante uma missa católica romana, que inclui uma homilia proferida pelo abade. A missa termina com o canto do Santo Anselm College Anthem à medida que cada graduando sai da igreja para encontrar sua família e amigos fora da igreja e nos terrenos circundantes para fotografias e uma recepção no Carr Center.

#### Começo
Na manhã do início, o Alumni Hall é equipado com bandeiras e bandeiras patrióticas vermelhas, brancas e azuis. Os exercícios de início começam todos os anos às 13h50 quando os membros da classe sênior se reúnem no Ginásio de Stoutenburg e passam pelo campus, atravessando o Centro de Cushing e Hilary Hall e chegando ao Alumni Hall para a cerimônia de formatura. A turma de formandos processa-se na quadra para a área de assentos designada diretamente em frente ao Alumni Hall, onde um conjunto de metais contratados toca a Marcha de Pompa e Circunstância. Se o tempo estiver inclemente, o início será na Arena Thomas F. Sullivan. O processional acadêmico do Mace do Colégio, guarda de cor, graduandos, membros da comunidade monástica e o corpo docente podem levar mais de vinte minutos. O hino nacional é executado por um estudante ou alunos selecionados. O performer é geralmente um membro do Coral da Faculdade de Santo Anselmo. Em seguida, um aluno selecionado pela administração entrega o endereço estudantil cobiçado que ele submeteu para consideração. Isto é seguido pelo endereço do Presidente do Colégio. O prêmio do ano letivo do Saint Anselm College Chapter da American Association of University Professors é apresentado a um membro do corpo docente que merece. O prêmio de estudante por serviço e cidadania é apresentado a um idoso de mentalidade de serviço comunitário em reconhecimento a um projeto comunitário de destaque. Este prêmio não é concedido todo ano, somente quando há consenso entre a administração que um determinado aluno é merecedor. Os doutorados honorários são então conferidos entre os selecionados beneficiários do grau honorário. Após a palestra de um dos alunos de grau honorário, os graduados são premiados com seus graus de Bacharel em Artes ou Bacharel em Ciências. Após a bênção, os graduados colocam sua borla de formatura no lado oposto de seu boné e seguem para a música recessiva enquanto os sinos da Abadia ressoam pelo campus. Finalmente, familiares e amigos se encontram com os recém-formados para tirar fotos.

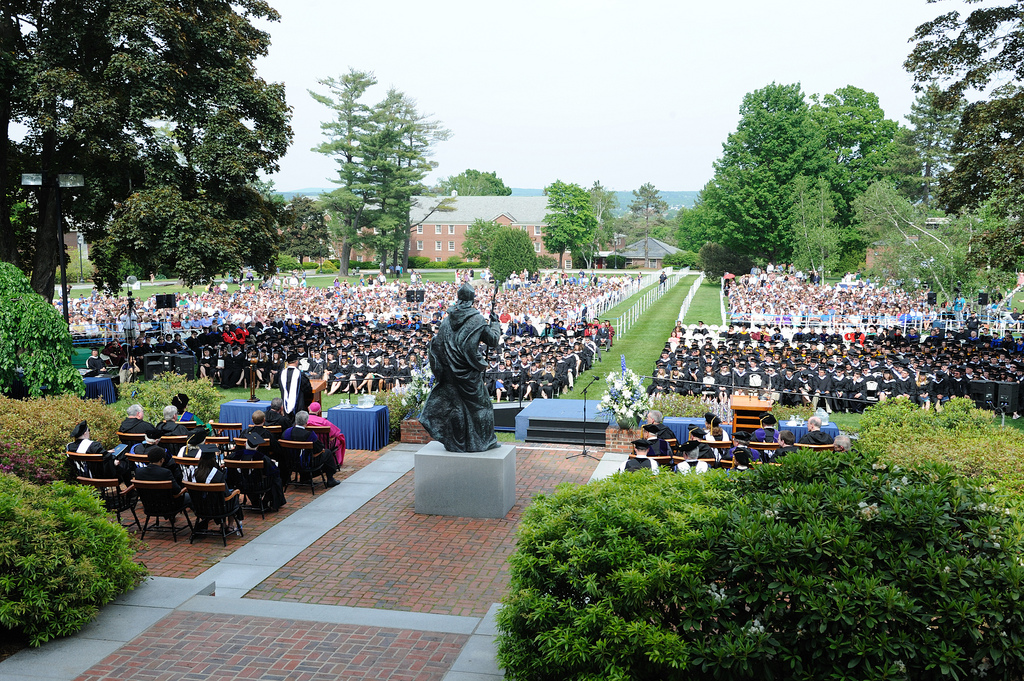
Graduados ouvem um orador de formatura.

O traje acadêmico usado pelos formandos consiste em um vestido, capuz e boné. Os graduados têm mangas curtas e pontudas e um capuz de três pés forrado com as cores azul e branca da faculdade. Cordas ou faixas de honra não podem ser usadas durante a cerimônia; esta regra tem estado sob fogo nos últimos anos. Vestido da faculdade difere dos graduados como as cores de seus bonés e vestidos são dependentes da alma mater dos professores. O Saint Anselm College Mace foi esculpido à mão em madeira de nogueira preta e projetado e executado pelos monges trapistas da Abadia de São José. Uma de suas características marcantes é a cruz que supera a maça, que é modelada após a cruz da Igreja da Abadia de Santo Anselmo; outro é o selo do colégio, montado na cabeça redonda da maça. Envolvendo o escudo está a lenda Sigillum Collegii Sancti Anselmi - 1889, que significa "Selo do Colégio Santo Anselmo". O diploma mede 16" × 19" e está escrito em latim.

### Acreditação e associações
Saint Anselm College é credenciada pela Associação de Escolas e Faculdades da Nova Inglaterra. Ele é membro da Associação de Faculdades e Universidades Americanas, Conselho Americano de Educação, Associação Nacional de Educação Católica, Associação Nacional de Faculdades e Universidades Independentes, e do New Hampshire College & University Council. Santo Anselmo é um membro da Associação de Faculdades e Universidades Beneditinas, como o Padre Jonathan DeFelice foi co-fundador desta organização em 1993. Santo Anselmo está na lista aprovada da American Chemical Society e da Conselho de Educação do Estado de New Hampshire para treinamento de professores. O programa de bacharelado em enfermagem é totalmente credenciada pela Comissão de Educação em Enfermagem Colegiada e totalmente aprovado pelo New Hampshire Board of Nursing. O Departamento de Enfermagem é um membro da Associação Americana de Faculdades de Enfermagem, a Comissão de Educação em Enfermagem Colegiada, o Conselho de Bacharelado e Programas de Nível Superior da Liga Nacional de Enfermagem e da Sociedade Nightingale. O programa de Educação Continuada em Enfermagem é credenciado como um provedor de educação continuada em enfermagem pela Comissão de Acreditação do American Nurses Credentialing Center.

## Instituto de Política de New Hampshire

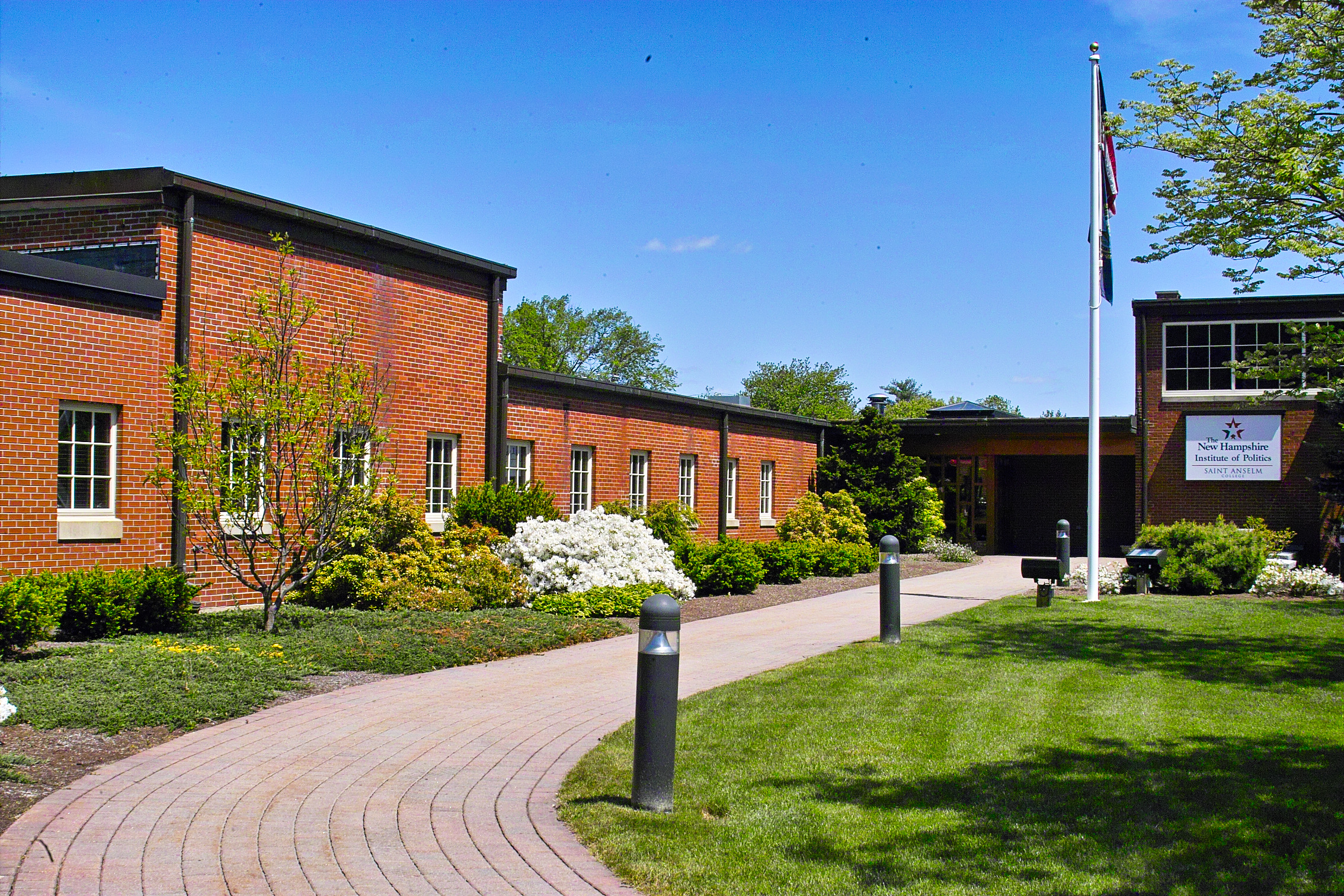
A entrada oeste do NHIOP

Marc Ambinder, editor político do The Atlantic, descreveu o papel que Santo Anselmo desempenha na política nacional ao dizer: "ninguém corre para presidente sem falar no Instituto de Política de St. A New Hampshire". US News & World Report também classificou a faculdade como o local mais popular e único em New Hampshire para candidatos presidenciais a serem visitados. Nos últimos quarenta anos, o Instituto de Política de New Hampshire (NHIOP) já foi palco de centenas de aspirantes à presidência que proferiram discursos políticos no Saint Anselm College. Foi fundado com base no fato de que "cidadãos educados e engajados são vitais para uma democracia saudável". O NHIOP abriga o departamento de política, bem como fornece espaço de sala de aula para uso por todos os departamentos. Acredita-se ao instituto que elevou o perfil nacional do colégio ao incorporar o colégio nas primárias de New Hampshire, a primeira primária da eleição presidencial nos Estados Unidos.

## Meelia Center for Community Engagement
O Meelia Center é um dos muitos pontos de venda disponíveis para estudantes voluntários na comunidade da Grande Manchester. Desde 1989, o Centro Meelia permitiu que os estudantes da Saint Anselm College mobilizassem seus talentos e energias para ajudar 14 parcerias comunitárias e mais de 30 outras agências de serviços comunitários em todo o estado de New Hampshire. Anualmente, cerca de 850 alunos, professores e funcionários oferecem mais de dezesseis mil horas de serviço comunitário. A Princeton Review descreveu o Meelia Center como "o centro nervoso da movimentada comunidade de serviços de Santo Anselmo", acrescentando que "o centro, de acordo com a escola, 'emprega cerca de sessenta líderes de serviço estudantil, que por sua vez recrutam, colocam, e apoiar mais de duzentos voluntários e 210 aprendizes de serviço a cada semestre que realizam serviços semanais em mais de trinta agências comunitárias. As 350 voluntárias adicionais atuam em eventos ocasionais de serviço de um dia. Em 2010, o Meelia Center sozinho foi responsável pela coordenação de vinte mil alunos de Saint Anselm'". Novos alunos são apresentados ao compromisso de serviço através do New Student Day of Service. Como parte da orientação de calouro, os estudantes são enviados em equipes de trinta para sites de parceria e outras agências comunitárias sem fins lucrativos. Os veteranos trabalham durante todo o verão para organizar esses eventos de orientação que envolvem de quinze a vinte locais em torno de New Hampshire.

### Aprendizado de serviço
O aprendizado de serviço é um dos pontos de atendimento comunitário que mais crescem na faculdade; os alunos gostam de poder realizar serviços comunitários enquanto recebem créditos na sala de aula. Os alunos são capazes de utilizar o conhecimento teórico que aprenderam em sala de aula em situações do mundo real, melhorando tanto a vida das pessoas que servem como fazendo conexões práticas com o material acadêmico. Onze departamentos acadêmicos e mais de vinte cursos em Saint Anselm oferecem oportunidades de aprendizado de serviços.

## Atletismo

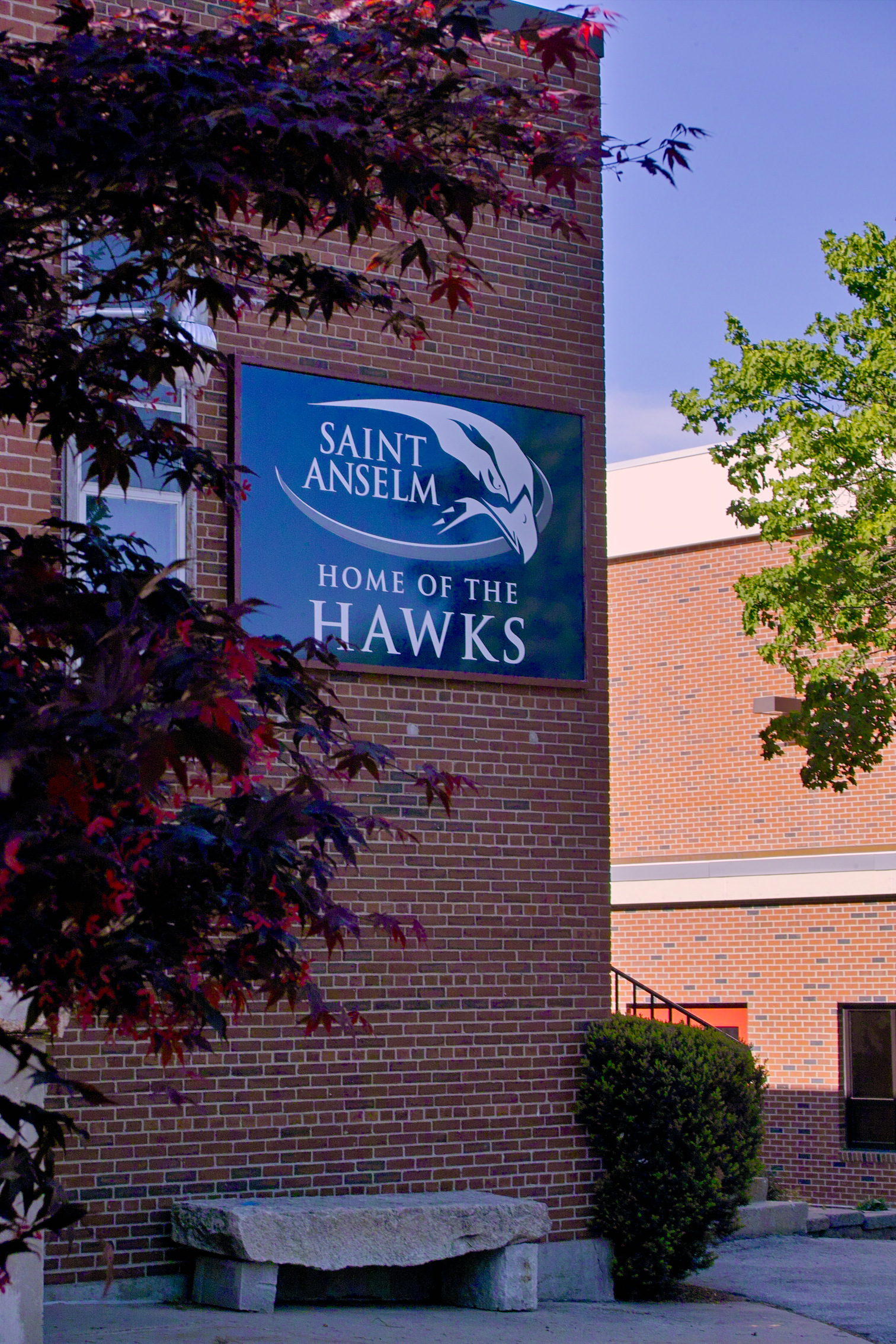
Entrada Leste do Ginásio de Stoutenburg

Saint Anselm College compete no nível da Divisão II da NCAA em vinte esportes masculinos e femininos. A faculdade oferece programas de beisebol, basquete, cross country, futebol, golfe, hóquei no gelo, lacrosse, esqui, futebol, tênis, hóquei em campo, vôlei e softball, abertos a todos os alunos. As equipes esportivas de Saint Anselm são conhecidas como os Hawks; suas cores são azuis e brancas. Os Hawks participam como membros das conferências do Nordeste 10 e da ECAC na maioria dos esportes.

## Organizações estudantis
Saint Anselm oferece mais de 100 organizações estudantis no campus, incluindo organizações de artes e cultura, grupos de desempenho, grupos esportivos, organizações políticas, organizações religiosas e grupos de ação social. O Escritório de Atividades Estudantis incentiva e está disponível para estudantes que desejam desenvolver uma organização ainda não estabelecida em Saint Anselm. Clubes no campus incluem Os Cavaleiros de Colombo, Alpha Phi Omega, Jogadores de Abbey, Conselho de Atividades do Campus, Sociedade Clássica, Sociedade de História, Democratas, Republicanos, Equipe Verde, Clube Italiano, Clube de Dança, Associação de Estudantes Muçulmanos, Bandas de Jazz, Organização para a Vida, Julgamento Simulado, Clube de Psicologia e Clube de Anuários. Um exemplo de organizações universitárias que desempenham um papel ativo na comunidade local é o Saint Anselm College Knights of Columbus, Conselho 4785 em Manchester, New Hampshire, que recebeu o National Community Activity Award de 2009-2010 por criar um programa de reciclagem abrangente em a prisão estadual de New Hampshire para mulheres. O Campus Activities Board (CAB), uma organização dirigida por estudantes, administra vários comitês que supervisionam as atividades e os serviços estudantis em todo o campus. Em 2008, a CAB organizou o cantor Howie Day, em 2009, a banda Third Eye Blind realizada na faculdade. Jason Derulo e Matt Nathanson se apresentaram lá em 2010. Atos mais recentes incluíram Marc E. Bassy e Jesse McCartney.

## Publicações estudantis
O Santo Anselmo Crier, fundado no início dos anos 60 como Anselmian Crier é o jornal estudantil do Saint Anselm College. É publicado duas vezes por mês quando a escola está em funcionamento. O Crier venceu o Prêmio de Primeiro Lugar Escolar de 2008–2009 da American Scholastic Press Association. Em 2009, o Saint Anselm Crier adotou uma nova terminologia designando a publicação como o jornal estudantil "independente" em vez do jornal "oficial" estudantil do Saint Anselm College. Isso foi feito para separar a opinião dos estudantes das notícias oficiais da faculdade divulgadas pelo departamento de relações públicas de Santo Anselmo.
A Hilltop, fundada em 2009, era uma newsletter estudantil independente. Foi publicado quinzenalmente e buscou dar substância ao entretenimento e à integridade sobre controvérsias, pois alguns alunos haviam apoiado esta publicação sobre o Crier. alegando que a qualidade deste último se deteriorou. No outono de 2010, The Hilltop fundiu-se com o Saint Anselm Crier depois que um acordo foi feito por insistência do conselheiro do Crier, pe. Jerome Day, OSB, que alegou que a faculdade não era grande o suficiente para dois jornais estudantis. A equipe da Hilltop concordou em fazer parte da equipe do Crier e o Santo Anselm Crier prometeu focar sua qualidade, incluindo uma página chamada "The Hilltop" dedicada a questões substanciais.
O Saint Anselm Whiner, fundado em fevereiro de 2010, era um jornal de piadas clandestinas publicado independentemente por um grupo de estudantes anônimos. Foi publicado quinzenalmente. The Whiner parodia O Crier e o Hilltop e satirizou várias edições do Saint Anselm College. O lema do Santo Anselmo Whiner era "Falta de confiabilidade com a qual você pode contar".
The Quatrain, publicado anualmente por um pequeno grupo de estudantes com a ajuda do Departamento de Inglês e do escritório de impressão, é uma coleção de poesia, contos e obras de arte (fotográficas e outras) dos alunos que são coletadas por meio de submissões ao longo do curso. o ano acadêmico e é distribuído gratuitamente para a população estudantil perto do final do segundo semestre.
O Shank, publicado a cada semestre, é o diário do Departamento de História que consiste exclusivamente no trabalho dos alunos. A revista é aberta a todos os alunos, independentemente de sua especialidade, desde que o artigo submetido seja escrito em uma aula de história.
Lucubrations é a revista cultural da Comunidade de Santo Anselmo. Publica todas as formas de conteúdo criativo, incluindo arte, música, fotografia, literatura, poesia, filosofia, comentários e vídeos de alunos, professores, funcionários e ex-alunos do colégio. Foi fundada em 2009 pela aluna Dana Nolan (turma de 2011). É publicado online. As submissões são publicadas em uma base contínua e também coletadas em questões de resumo duas vezes por semestre, para quatro edições por ano acadêmico. A palavra lucubrations é baseada na palavra latina lucubrare e significa estudo à luz de velas, estudo noturno ou meditação, e os escritos ou pensamentos que resultam.

## Alunos notáveis

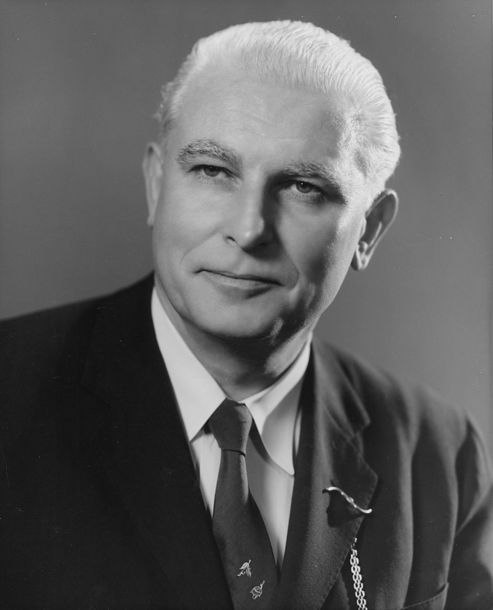
O ex-senador americano Thomas J. Dodd

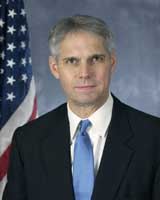
Diretor do Serviço Secreto dos EUA Mark J. Sullivan

- LA "Skip" Bafalis — 1952, membro da Câmara dos Representantes dos Estados Unidos do 10.º distrito congressional da Flórida, 1973 a 1983
- King Banaian — 1979, membro da Câmara dos Representantes de Minnesota[77]
- Harvey C. "Barney" Barnum — 1962, ganhador da Medalha de Honra (Vietnã) [78]
- William J. Baroody, Sr. — 1936, presidente do American Enterprise Institute, e nomeado presidente do Centro Internacional de Estudiosos Woodrow Wilson pelo Presidente Richard Nixon[79]
- Michael Buckley — 1997, apresentador de celebridades do YouTube do "WhattheBuck !?" show[80]
- Vincent Colapietro, Ph.D. — 1973, professor de filosofia na Pennsylvania State University, autor de muitos artigos publicados e vários livros publicados[81]
- Sharon Dawley — 1979, treinador da equipe de basquete feminino da University of Massachusetts Amherst[82]
- Thomas J. Dodd — 1926, senador dos EUA em Connecticut; força influente nos Julgamentos de Nuremberg[10]
- Aaron Frey — 2001, Procurador Geral do Maine e ex-representante do estado do Maine[83]
- William M. Gannon — 1984, ex- senador estadual de New Hampshire e representante do estado
- Dom Joseph John Gerry — 1950, ex-bispo de Portland, Maine e ex-abade da Abadia de Santo Anselmo[84]
- Robert W. Heagney — 1975, representante do estado de Connecticut (Simsbury)[85]
- Mons. Wilfrid Paradis — 1943, sacerdote da Diocese de Manchester, NH, especialista no Concílio Vaticano II, destinatário da Estrela de Prata do Exército dos EUA[86]
- Daniel TK Hurley — 1964, advogado e juiz, atuando no Tribunal Distrital dos Estados Unidos para o Distrito Sul da Flórida[87]
- Tim Karalexis — 2001, jogador de futebol profissional na USL First Division[88]
- Gérald Lacroix — cardeal católico romano, arcebispo de Quebec e primaz do Canadá [89]
- Martin F. Loughlin — 1947, advogado e juiz, serviu no Tribunal Distrital dos Estados Unidos para o Distrito de New Hampshire[90]
- William C. Martel — Professor Associado de Estudos Internacionais de Segurança na Fletcher School, Tufts University
- Hubie McDonough — 1986, jogador da NHL para o Los Angeles Kings, o San Jose Sharks e o New York Islanders[91]
- Ray "Scooter" McLean — 1940, jogador da NFL pelo Chicago Bears e treinador dos Green Bay Packers[92][93]
- Henry J. Meade —1951, Chefe dos Capelães da Força Aérea dos EUA[94]
- Ralph Mollis — 1978, atual Secretário de Estado de Rhode Island[95]
- Rómulo O'Farril, Jr. — 1937, empresário mexicano multimilionário; fundador da Televisa na Cidade do México[96]
- Arcebispo Joseph Rummel — 1896, Arcebispo de Nova Orleans e ativista dos direitos civis que desagregou as Escolas Católicas de Nova Orleans em 1962[97]
- Mark J. Sullivan — 1977, ex-diretor do Serviço Secreto dos Estados Unidos[98]
- Rob Surette — 1993, palestrante motivacional público e pintor de velocidade[99]
- Matthew Szulik — 1978, ex-diretor executivo e presidente da empresa de software S & P 500 Red Hat ; 2010 presidente do Conselho de Ciência e Tecnologia do Conselho de Desenvolvimento Econômico da Carolina do Norte[100]